# Виноград
Виногра́д (Vitis) — рід рослин родини виноградових (Vitaceae). Рід містить ≈ 80 видів, які зростають у Євразії, Північній Америці й на півночі Південної Америки. Україна є батьківщиною одного виду — виноград справжній Vitis vinifera L.
Приблизно 20 видів винограду використовують для схрещування й виведення культурних сортів. Усі сорти поділяють на столові, винні та ізюмні.
Виноград має славу цілющого, високопоживного продукту. Його ягоди містять значну кількість легкозасвоюваних цукрів, вітаміни, мінеральні солі (кальцію, заліза, фосфору).

## Морфологічна характеристика

### Вегетативні ознаки
Види винограду ростуть як вічнозелені або листопадні ліани або в'юнкі кущі. Їхня кора відшаровується поздовжніми смужками. Вусики, що здебільшого роздвоєні, не мають клейких дисків і прикріплюються навпроти листя. Прилистки зазвичай рано опадають. Листки розташовані по черзі й мають листкові ніжки. Листкові пластинки прості, лопатеві або іноді пальчато-складні, часто різнолопатеві.

### Генеративні ознаки
Види винограду є двостатевими, однодомними або дводомними. Зазвичай багато квіток розташовані у видовжених суцвіттях, які ботанічно неправильно називають китицеподібними. Квітки радіально симетричні, з подвійною оцвітиною, 5-членні, на квітконіжках. Чашечка блюдцеподібна, цільна або містить 5 крихітних чашолистків. (3)5(7, 9) пелюсток з'єднуються на верхівці та скидаються у вигляді ковпачка під час цвітіння. Є лише одне коло з (3)5(7, 9), іноді 0 тичинок. Біля основи зав'язі розташований помітний п'ятилопатевий або кільцеподібний диск. Зав'язь має два відсіки, кожен з яких містить два насіннєві зачатки. Короткий, тонкий, конічний стовпчик закінчується дещо збільшеною приймочкою. Плоди винограду — м'ясисті, зазвичай їстівні, кулясті ягоди від пурпурового до чорного забарвлення, що містять від одного до чотирьох насінин. Тверде, оберненояйцеподібне, оберненояйцеподібно-еліптичне або грушоподібне насіння містить М-подібний ендосперм у поперечному перерізі.

## Види
Загальновизнано два підроди роду виноград. Підрід Vitis (Syn.: Euvitis) включає більшість видів і широко розповсюджений у Північній півкулі. Підрід Muscadinia з двома видами обмежений південно-східною частиною Сполучених Штатів, Вест-Індією та Мексикою (види: Vitis popenoei, Vitis rotundifolia). 
Види, що мають цінність для селекції, можна поділити на три групи за географічним принципом:
- Європейський виноград (Vitis vinifera).

Переважна більшість сортів цього виду належить до столових чи технічних. Території, де поширений у дикому стані цей вид — Середня Азія, Закавказзя, Кавказьке узбережжя Чорного моря, Кубань, Крим, пониззя Дніпра, Бугу, Дністра, Дунаю, країни південної та середньої частини Європи. Сорти цього виду мають такі спільні риси: листя не опушене, невеликого розміру, ягоди мають високі смакові якості. Ці сорти нестійкі проти філоксери та грибкових хвороб, не є морозостійкими (до −18…-20°С).
- Східноазійські види (переважно Vitis amurensis, або виноград амурський).

Вони краще пристосовані до вирощування в північніших регіонах, ніж європейський. На Далекому Сході виноград амурський витримує морози до — 40 °C. Широко використовується в селекції для виведення морозостійких сортів.
- Американські види (це зазвичай Vitis labrusca, Vitis riparia, Vitis rupestris, Vitis limekumii, Vitis berlandieri).

Ці види набули поширення після завезення до Європи з Америки грибкових хвороб та філоксери, що завдали значної шкоди європейським сортам винограду. Вони стійкі проти хвороб та шкідників. Філоксеростійкість цих видів застосовувалась при щепленні на них європейських сортів з високими смаковими якостями.
1. Vitis acerifolia Raf.
2. Vitis aestivalis Michx.
3. Vitis amoena Z.H.Chen, Feng Chen & W.Y.Xie
4. Vitis amurensis Rupr.
5. Vitis arizonica Engelm.
6. Vitis baihuashanensis M.S.Kang & D.Z.Lu
7. Vitis balansana Planch.
8. Vitis bashanica P.C.He
9. Vitis bellula (Rehder) W.T.Wang
10. Vitis berlandieri Planch.
11. Vitis betulifolia Diels & Gilg
12. Vitis biformis Rose
13. Vitis blancoi Munson
14. Vitis bloodworthiana Comeaux
15. Vitis bourgaeana Planch.
16. Vitis bryoniifolia Bunge
17. Vitis californica Benth.
18. Vitis chunganensis Hu
19. Vitis chungii F.P.Metcalf
20. Vitis cinerea (Engelm.) Millardet
21. Vitis coignetiae Pulliat ex Planch.
22. Vitis davidii (Rom.Caill.) Foëx
23. Vitis erythrophylla W.T.Wang
24. Vitis fengqinensis C.L.Li
25. Vitis ficifolia Bunge
26. Vitis flavicosta Mickel & Beitel
27. Vitis flexuosa Thunb.
28. Vitis giradiana Munson
29. Vitis hancockii Hance
30. Vitis heyneana Schult.
31. Vitis hissarica Vassilcz.
32. Vitis hui W.C.Cheng
33. Vitis jaegeriana Comeaux
34. Vitis jinggangensis W.T.Wang
35. Vitis jinzhainensis X.S.Shen
36. Vitis kaihuaica Z.H.Chen, Feng Chen & W.Y.Xie
37. Vitis kiusiana Momiy.
38. Vitis labrusca L.
39. Vitis lanceolatifoliosa C.L.Li
40. Vitis longquanensis P.L.Chiu
41. Vitis luochengensis W.T.Wang
42. Vitis menghaiensis C.L.Li
43. Vitis mengziensis C.L.Li
44. Vitis metziana Miq.
45. Vitis monticola Buckley
46. Vitis mustangensis Buckley
47. Vitis nesbittiana Comeaux
48. Vitis novogranatensis Moldenke
49. Vitis nuristanica Vassilcz.
50. Vitis palmata Vahl
51. Vitis pedicellata M.A.Lawson
52. Vitis peninsularis M.E.Jones
53. Vitis piasezkii Maxim.
54. Vitis pilosonervia F.P.Metcalf
55. Vitis popenoei J.L.Fennell
56. Vitis pseudoreticulata W.T.Wang
57. Vitis qinlingensis P.C.He
58. Vitis retordii Rom.Caill. ex Planch.
59. Vitis riparia Michx.
60. Vitis romanetii Rom.Caill.
61. Vitis rotundifolia Michx.
62. Vitis rupestris Scheele
63. Vitis ruyuanensis C.L.Li
64. Vitis saccharifera Makino
65. Vitis shenxiensis C.L.Li
66. Vitis shizishanensis Z.Y.Ma, J.Wen, Q.Fu & X.Q.Liu
67. Vitis shuttleworthii House
68. Vitis silvestrii Pamp.
69. Vitis sinocinerea W.T.Wang
70. Vitis sinoternata W.T.Wang
71. Vitis tiliifolia Humb. & Bonpl. ex Schult.
72. Vitis tsoi Merr.
73. Vitis vinifera L.
74. Vitis vulpina L.
75. Vitis wenchowensis C.Ling
76. Vitis wenxianensis W.T.Wang
77. Vitis wilsoniae H.J.Veitch
78. Vitis wuhanensis C.L.Li
79. Vitis xunyangensis P.C.He
80. Vitis yunnanensis C.L.Li
81. Vitis zhejiang-adstricta P.L.Chiu

## Корисність, використання
Плоди винограду, а також продукти його переробки мають цінні лікувальні, смакові і харчові якості.
Цукор у виноградних ягодах міститься в основному у вигляді глюкози. Один кілограм виноградних ягід в залежності від сорту, ступеня зрілості урожаю і умов його вирощування містить до 300 і більше грамів цукру (в середньому від 12 до 30 г/100 см3). Крім того, в ягодах винограду також міститься від 0,5 до 1,4 % винної, яблучної та інших органічних кислот, 0,3-0,5 % мінеральних речовин, в тому числі фосфору, заліза, кальцію та ін., 0,15-0,9 % білка, 0,3-1 % пектинів, а також вітамини A (каротин), B1 (тіамін, аневрін), B2 (рибофлавін), С (аскорбінова кислота), В6 (адермін), і Р (цитрин). Столовий виноград та соки з нього використовуються при лікуванні шлункових, ниркових, серцево-судинних, легеневих та інших захворювань. Виноградні вина, насамперед, червоні столові характеризуються бактерицидними, антирадикальними, антистресовими, антиоксидантними властивостями. Наявність в раціоні харчування свіжих плодів винограду і продуктів їх переробки сприяють виведенню з організму людини радіонуклідів, солей важких металів

Калорійність 1 кг винограду становить 750—800 ккал, що забезпечує 25-30 % добової потреби людини в енергії.
Згідно з новим дослідженням, виноград, багатий поліфенолами, підвищує природний захист шкіри від ультрафіолетових променів сонця.

## Хвороби та шкідники
| - Мілдью - Оїдіум - Сіра гниль - Краснуха | - Антракноз - Гниль біла - Екскоріоз - Еска |

### Вірусні хвороби

Інфекційний хлороз

Викликаються ультра микроскопічними організмами, які передаються від заражених рослин посадковим матеріалом, нематодами.
Хлороз інфекційний (строкатість) проявляється уже на початку вегетації. Листки набувають лимонно-жовтого забарвлення. Інколи хвороба виявляється у вигляді жовтих плям, нерівномірно розприділених по листовій пластинці і чітко відмежованих від зеленої частини листка. Спочатку змінюється забарвлення старих листків, а потім молодих. Уражені пагони й кущі різко відрізняються від здорових, на яких листя яскраво-зеленого кольору. При сильнішому розвитку хлороза жовті окремі листки, пагони, або цілі кущі. При цьому розмір листків часто зменшується, вони асиметричні, деформовані. На кущах винограду спостерігають коротковузля, фасціацію та галуження пагонів. У другій половині літа слабопожовклі листки починають зеленіти, а дуже пожовклі стають білими, напівпрозорими, просвічуються й засихають.
Збудником інфекційного хлорозу є вірус Grapevina ifectional chlorosis virus, який передається при щепленні, а також нематодою Xiphinema index. Джерело інфекції — уражені рослини, в соку яких зберігається вірус. Заходи захисту — знищувати шкідників-переносників.

Коротковузля винограду

Коротковузля також проявляється на початку вегетації, зустрічається в основному в старих виноградниках. Вражені рослини вже в початку вегетації відстають у рості, пагони на них ущільнені, міжвузля вкорочені і зигзагоподібно викривлені. Вторинні пагони часто утворюють подвійні та потрійні вузли з двома або трьома бруньками. Типовою ознакою коротковузля є карликовість пагонів, зигзагоподібне розміщення міжвузлів і різноманітні деформації листків, фасцинація листків. Листки стають асиметричними, дрібними, із загостреними зубцями і збільшеною виїмкою, з розширеною основою і відносно гострими кутами між середньою жилкою та жилками другого порядку. Іноді такі листки набирають форми віяла. За інтенсивного ураження вони стають ниткоподібними. На більшості уражених листків можна спостерігати незначне посвітління жилок, але цей симптом до кінця вегетації може зникнути. Суцвіття дрібні, швидко осипаються. Коротковузля викликає розтріскування пуп'янків, обпадання квіток й утворення численних дрібних напівпорожніх грон з великою кількістю недорозвинених часто безнасінних ягід. В уражених рослинах корені рано перестають рости, часто відмирають, нові бічні корінці, що розвиваються, також можуть відмирати.
Вірус коротковузля Grapevine fanleaf virus ізометричний, 30 нм у діаметрі, інактивується при 60-65°С, передається під час щеплення. За літературними даними, переносником його є щитівки. Зимує в заражених кущах. Заходи захисту — знищувати сисних шкідників переносників хвороби.

Скручування листків

Скручування листків спостерігається у винограду в серпні повсюдно. На окремих ділянках хвороба вражає до 95 % кущів. Симптоми захворювання проявляються в другій половині літа і посилюються до кінця вегетації. Хвороба отримала назву по головній ознаці — скручуванню листків вниз, вони стають ламкими, легко кришаться. На білих сортах вони хлорозують, а на забарвлених проходить почервоніння листкових пластинок, жилки залишаються зеленими. Вражаються спочатку найнижчі листки, потім хвороба розповсюджується і на розміщені вище. Вражені кущі плодоносять нерегулярно, на пізній стадії розвитку хвороби вони відстають у рості. Збудник — Grapevine leafuroll virus. Джерело інфекції — уражені рослини винограду. Стадія і місце зимівлі — вірус на ураженому листі та пагонах. Перенощик хвороби — червець. Заходи захисту — знищення комах перенощиків хвороби.
Облямівка жилок. Збудник: вірус Grapevine vein banding — штам вірусу коротковузля. Симптоми хвороби проявляються в другій половині літа. Спочатку на листках вражених кущів з'являються хромово-жовті крапки. З розвитком хвороби крапинки зливаються і утворюють жовті смуги вздовж головних жилок. При сильному розвитку хвороби крапчатість і жовті смуги утворюються і вздовж побічних жилок. На вражених кущах спостерігаються і деякі симптоми коротковузля: подвійні вузли, ременевидність вусиків і пагонів.
Некроз жилок листків винограду. Збудник — вірус Grapevine vein necrosis.
Прижилкова мозаїка. Збудник — вірус Grapevine vein mosaic. Симптоми прижилкової мозаїки добре проявляються весною в тепличних умовах в вигляді слабко-хлоротичних смуг вздовж головних і побічних жилок листків винограду. З наступанням високих температур симптоми хвороби маскуються.
Мармуровість листків винограду. Збудник — вірус Grapevine vein clearing.

### Неінфекційні хвороби
Хлороз неінфекційний. Викликається надлишковим вмістом в ґрунті кислот чи активного вапна. При підвищеній кислотності ґрунту кущі погано ростуть, на зелених пагонах з'являються дрібні чорні плями. Листки жовтіють, по краях їхні тканини відмирають.
Найчастіше хлоротизують кущі на ґрунтах з лужною реакцією. При великій кількості вапна в ґрунті нижні листки на кущах залишаються зеленими, а над ними з'являються хлорозні світло-жовті. Молоді листки залишаються недорозвиненими, форма їх змінюється. Листкова пластинка жовта, деформована. Вузли пагонів потовщені, пагони легко ламаються. Суцвіття на кущах не утворюються. При сильному враженні кущі гинуть.
Заходи боротьби — у разі хлорозу плодоносних кущів необхідно посилити ріст кореневої системи шляхом внесення добрив, застосування поливів, спушень. Восени на вапняних ґрунтах вносять купорос з розрахунку 600—800 г під кожний кущ на глибину поширення основної маси коренів. Влітку залізним купоросом (1-2-процентним) обмазують рукави кущів.
Можна також в цей час вносити залізний купорос в такій же концентрації прямо в ґрунт. Під один кущ виливають 3 л розчину. Можна також провести обприскування уражених хлорозом кущів 0,5-процентним розчином залізного купоросу, однак це може призвести до невеликих опіків листя. Боротьбу з хлорозом починають відразу ж після появи останнього і повторюють через кожні 4-5 днів до відновлення нормальної забарвлення листя.
Опіки сонячні спостерігаються в червні-липні у випадках різких перепадів температур нічних і денних. За таких умов відбувається посилена конденсація роси на листках виноградних кущів, краплі якої фокусують сонячні промені, що призводить до пошкодження листкових пластинок. Опіки проявляються у вигляді темних плям невизначеної форми. Вони часто зливаються і охоплюють всю листкову пластинку. Вражаються листки розміщені по периферії крони кущів. На листках всередині крони часто зустрічаються «відбитки» верхніх листків. Вражені листки з часом засихають і осипаються.

### Шкідники
- Галиця виноградна
- Листокрутка виноградна
- Листокрутка дволітна
- Філоксера

## Вирощування в Україні

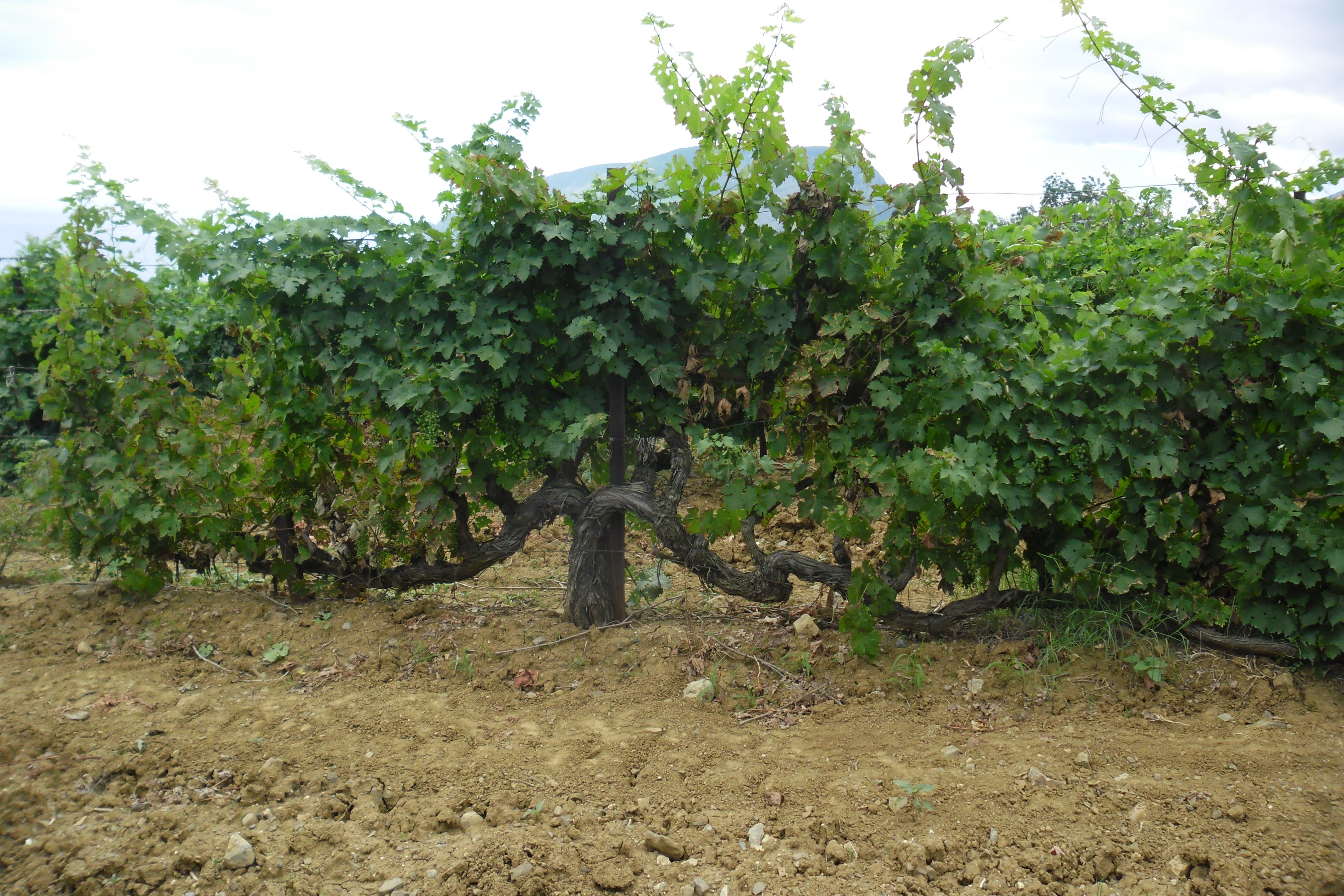
Виноградна лоза. Крим. Україна.

Виноград широко оброблюється на півдні України. Насадження рослин в основному розташовані в Одеській, Миколаївській, Херсонській, Закарпатській та Запорізькій областях, а також в Криму. Сучасні обсяги вирощування винограду в Україні не забезпечують потреби внутрішнього ринку країни. Річний рівень споживання столового винограду на душу населення в окремі роки не досягає 1 кг, тоді як науково обґрунтована норма дорівнює 8-10 кг.
Станом на серпень 2023 року, лідером з вирощування винограду в Україні є Одеська область, на площі 24 тисячі га вирощують 260 тисяч тонн винограду, що становить понад 60 % виноробства країни. Найбільше виноградників у Болградському районі (78 тис. тонн винограду), на другому місці — Білгород-Дністровський район (76 тис. тонн), на третьому — Одеський район (27 тис. тонн). В Одеській області працює 200 сільськогосподарських підприємств та 49 виноробних підприємств, до роботи залучено 7 тисяч працівників, а їх кількість має сезонне збільшення.
Виноградники в долині Дністра у Вінницькій, Хмельницькій та Тернопільській областях активно знищувалися радянською владою під виглядом боротьби з п'янством, при цьому безповоротно втрачено десятки суто подільських столових сортів. Більшість виноградників знищено, а філософія вирощування винограду як десертної та лікарської рослини практично втрачена.
З потеплінням клімату і поступом селекції виноград повільно просувається на північ країни спочатку в домогосподарства, а потім і в промислових масштабах.

## Вирощування і торгівля
| Італія | 8 519 418  | F |
| КНР | 6 787 081  | F |
| США | 6 384 090  | F |
| Франція | 6 044 900  | F |
| Іспанія | 5 995 300  | F |
| Туреччина | 3 612 781  | F |
| Іран | 3 000      | F |
| Аргентина | 2 900 000  | F |
| Чилі | 2 350 000  | F |
| Індія | 1 667 700  | F |
| Всього у світі | 67 221 000 | A |
| Без символу = за офіційними даними, P = за офіційними даними, F = за оцінками FAO, * = неофіційні/напівофіційні дані, С = Підраховані дані, A = Сукупний (може включати в себе офіційні дані, напівофіційні дані або за оцінками); Джерело: Food And Agricultural Organization of United Nations: Economic And Social Department: The Statistical Division [Архівовано 23 червня 2012 у WebCite] |            |   |

## Виноград в історії і релігії

### Виноград у стародавній фармакології
Перші систематизовані відомості про лікарські речовини містяться в єгипетському папірусі Еберса (17 століття до н. е.). Близько 300 видів рослин, що застосовуються в лікувальній практиці, згадуються в працях Гіппократа (близько 460—370 років до н. е.), докладний їх опис дано старогрецькими лікарями Теофрастом (372—287 роки до н. е.) і Діоскорідом (1 століття). У творі останнього «Materia Medica» описані всі застосовувані в медицині речовини. Серед компонентів стародавніх ліків часто зустрічається виноград. Єгипетські лікарі використовували в лікувальних цілях певні сорти винограду: Тбасієн солодкий — як проносний засіб. Римляни застосовували в лікувальних цілях не лише ягоди винограду, а й різні частини виноградної рослини. Розтерта з сіллю шкірка ягід служила ліками при запаленні легень і печінки, а вино з сіллю — як проносний засіб і для виведення глистів. Родзинки та кишмиш прописувалися при запаленні жовчних і сечових шляхів. Родзинки, поряд з пасокою, вважалися ефективним засобом при лікуванні дизентерії. Настої молодого листя і верхівок пагонів рекомендувалися при головному болю, запаленнях, пухлинах, печії, хворобах суглобів і інше. При шкірних захворюваннях (наприклад лепрі, екземі, лишаї, бородавках) застосовувалася пасока, змішана з деревною смолою. Кора лози і сушені листя використовувалися при кровотечах і для загоєння ран. Попіл лози прописувався для поліпшення росту волосся при опіках. Хворим диспепсією давали вино, настояне на висушених квітках шипшини. Вино Іл дафніті, настояне на плодах лавра, застосовувалося при укусах отруйних змій. Вино було інгредієнтом численних косметичних засобів. З ароматичних рослин, мацерированних у вині, готували різні мазі для догляду за шкірою. Солодке вино в суміші з рослинною олією, деревиною ладану і корінням лотоса використовували для відрощування волосся. Римлянки для догляду за чорними волоссям користувалися маззю, приготованою з яблучного соку, горіхової олії, кипарису, змішаних з червоним вином, в якому до цього мацерирувались п'явки. Ароматне фалернське вино служило римським перукарям туалетною водою. Виноградним суслом змащували обличчя для підтримки свіжості і м'якості шкіри. Чорне волосся перефарбовували в світле за допомогою мазі, приготованої на основі винних дріжджів. Багато стародавніх рецептів і зараз знаходять застосування в народній медицині.

### Виноград в працях античних і середньовічних вчених
Практичні знання про культуру винограду і приготуванні вина, придбані людиною протягом багатовікового досвіду, вперше були узагальнені ще античними вченими. Відомості з агротехніки винограду систематизовані в давньоєгипетській спеціальній літературі, головним чином у працях Карфагенського агронома Магона (5 століття до н. е.). Більшість робіт вчених Стародавнього Єгипту, як і більша частина праць старогрецьких вчених, до нас не дійшли. В окремих збережених джерелах є цінні відомості про культуру різних сортів винограду, про види робіт на виноградниках, оптимальних строках їх проведення. Хоча праці старогрецького філософа Демокріта не збереглися, стародавні автори, що цитують його, відзначають, що він знав всі сорти винограду, культивовані в Греції. У працях старогрецького історика Ксенофонта містяться відомості про культуру та історію винограду. Аристотель ввів дослідний метод в сільськогосподарську науку, йому належить перша згадка про існування безнасінних сортів винограду. Старогрецький натураліст і філософ Теофраст викладає методи посадки виноградної лози, щеплення та інші прийоми обробки виноградників, хвороби винограду, вплив на виноградну лозу заморозків, тепла, ґрунту. Римський вчений Катон дає список відомих сортів винограду, описує знаряддя, що застосовуються для обрізки винограду і способи зберігання вина. Він зазначає, що виноград став домінуючою сільськогосподарською культурою. Збережена праця «Сільське господарство» римського вченого-енциклопедиста Варрона, в якій викладено деякі способи посадки винограду, догляду за ним, обробки ґрунту на виноградниках. Автор рекомендує садити виноград на південних схилах. У творі римського письменника і агронома Колумелли (1 століття) «Про сільське господарство» в 12 книгах — сільськогосподарської енциклопедії старовини дано опис 50 найцінніших сортів винограду і зазначено, що різні регіони мали свої власні сорти. Автор описує форму і розміри грон і ягід, їхній смак і придатність для отримання вина. Колумелла вказує також дози внесення добрив на кущ винограду і зазначає, що ще Магон як добриво під виноградники використовував виноградні вичавки, змішані з гноєм. Викладає спосіб отримання кріплених вин шляхом додавання в сусло бджолиного меду. Сент-Ісидор з Севільї (6 століття) Склав етимологію назв сортів винограду римського походження. Наприкінці 9 століття арабський автор Ібн Валшіах опублікував в Іспанії збірку, що містить матеріали про античні сільськогосподарські науки. Вважається, що для його складання було використано матеріали вавилонського трактату 7 століття до н. е. У розділі про виноград він згадує ряд сортів, відомих в Іспанії. Старогрецький географ та історик Страбон в своїй праці «Географія» підтверджує, чго на територій усіх країн Стародавнього світу, де культивувався виноград, була й дика лоза. У «Природній історії» (у 37 книгах) — своєрідної енциклопедії природно-наукових знань античності — Пліній Старший описує близько 100 сортів винограду, згадує термін ампелотерапія і вказує, що якість вина залежить від умов вирощування винограду, в першу чергу від ґрунту.
За розпорядженням візантійського імператора Костянтина VII Багрянородного була написана капітальна 20-томна сільськогосподарська енциклопедія «Геопоніки», два томи якої присвячені виноградарству і виноробству. Відомі капітальні твори («Праці з агрономії») трьох найбільших агрономів Середньовіччя (Петруса Крещенцо з Італії, Алонсо Херрера з Іспанії, Олів'є де Серра з Франції) також містили окремі томи, присвячені виноградарству. Петрус Крещенцо, ґрунтуючись на власних спостереженнях і працях античних вчених, створив першу відому ампелографію, в якій описує пристосовність виноградної лози, форму і колір ягід, їхній смак, стійкість до гниття. Крещенцо присвятив цілий розділ хворобам винограду, проти замерзання рекомендував вкривати лозу на зиму. Його книга, написана латинською мовою, була переведена на італійську, французьку і німецьку мови. В роботах Алонсо Херрера та Олів'є де Серра узагальнені відомості про виноград і вино, що містяться в літературі, а також результати їх спостережень і дослідів. Завдяки відкриттю друкарства праці Крещенцо, Херрера та Олів'є де Серра багато разів перевидавалися і зробили великий вплив на зміст західноєвропейських підручників, а також на посібники з виноградарства видані російською мовою, склавши їх основу. Ідея Олів'є де Серра про створення ампелографічної колекції вперше отримала своє втілення у Франції в 1770 році. Праці дослідників природи — італійця Мальпігі Марчело, англійця Рея Джона і Француза Турнефора Жозефа Пігтона — сприяли піднесенню виноградарства в кінці Середньовіччя. Всі відомості про виноград і вино, викладені в працях античних і середньовічних вчених, послужили основою для розвитку науково-теоретичних знань по виноградарству і винограду, які як науки сформувалися в середині 19 століття.

### Виноград у релігії
У єгипетській міфології богом-покровителем виноградної лози, що уособлювала достаток, багатство і веселощі, виступає Шаї, у грецькій — Діоніс, у римській — Бахус або Вакх. У біблійних міфах лоза постає універсальною емблемою земних плодів, символом Землі Обітованої і знаком богообраного народу.
У Біблії виноград вперше згадується у книзі Буття коли Ной насадив виноградника і пив з плоду його (Буття 9:20-21):

9:20 І зачав був Ной, муж землі, садити виноград.
9:21 І пив він вино та й упився, й обнажився в середині свого намету.

Виноград в християнстві розглядається насамперед як емблема порятунку і відродження, тому виноградна лоза зображувалася на стародавніх християнських гробницях, на фресках римських катакомб і, пізніше, на церковних вітражах. Як символ істини, виноград натякає на істинність вчення Христа. Це видно з метафоричного порівняння, приписуваного Христу апостолом Іваном:

«Я правдива виноградна лоза, і Отець Мій — виноградар».

У середньовічній християнській іконографії зустрічається зображення Спасителя, що схилив коліна у винному пресі. Це зображення ілюструє вислів святого Августина, Що уподібнив Христа «гронам винограду, покладеним під прес». Витікаючий з-під преса виноградний сік, що асоціюється з кров'ю Христа, уособлює в даному випадку Гнів Господній.

хрест «виноградна лоза»

Вищенаведена метафора Христа, що ототожнив себе з виноградною лозою, в свою чергу, ілюструється в християнській іконографії особливим видом хреста — хрестом «виноградна лоза».
Виноградна лоза — атрибут католицьких святих Венсенна, Вікентія Сарагоського та інших покровителів виноградарів. Останні під час збору врожаю урочисто підносять статуї цих святих найперші стиглі грона.
В образотворчому мистецтві свята збору врожаю винограду знайшли відображення ще з античних часів. Найпопулярніші були грецькі зображення святкових процесій на чолі з Діонісом, оточеному натовпом козлоногих сатирів.
Художники епохи Відродження наділяли виноградною лозою старого Ноя, оскільки вона була найпершим рослиною, посадженою Ноєм після Всесвітнього потопу. Іноді вони зображували біблійного п'яницю сидячого голим в альтанці, обплетеній виноградною лозою.

## Виноград у народній і художній творчості
На всіх етапах розвитку людського суспільства виноград привертав до себе увагу яскравою живою зеленню, ошатними гронами різних кольорів і відтінків, високою поживністю ягід з їх приємним освіжаючим смаком, великою життєвою силою і невибагливістю.

### Виноград у легендах і байках
- Арабська легенда стверджує, що перший виноградник був посаджений Адамом, а диявол полив його кров'ю мавпи, лева і свині.
- Давньоруська легенда оповідає, що забороненим деревом з раю була не яблуня, а виноградний кущ.
- Відома, що дійшла до наших днів грузинська легенда, розповідає про те, як давним-давно одна людина викопала у лісі лозу і посадила її біля житла. У подяку за це лоза подарувала їй незвичайні плоди.

Майже аналогічні легенди, пов'язані з місцевими варіаціями і віруваннями, зустрічаються у різних народів світу.

Кози, що обгризають лозу. Староєгипетський живопис.

Багато легенд намагаються пояснити походження і доцільність різних прийомів догляду за виноградником. Давньогрецький переказ свідчить, що родючістю виноградних лоз виноградарі зобов'язані ослу, який одного разу добряче обскуб одну з них. На наступний рік ця лоза принесла ягоди вдвічі більшими. З тих пір лози обрізають щорічно, чого раніше робити не здогадувалися. Подібні оповіді були складені й у стародавніх єгиптян, де замість осла фігурували кози.
З обробкою виноградників пов'язана байка Езопа 6 століття до н. е., створена на основі давньої легенди:

Одного разу якийсь виноградар на заході довгого життя сказав синам:
 — Діти, в нашому винограднику я закопав скарб.

Справа була восени. Взяли сини заступи, почали копати землю, але скарбу не знайшли. Весна прийшла — знову рити землю почали. Знову нічого немає. А коли зняли восени небачений урожай, зрозуміли істинний сенс батьківських слів.

### Виноград у прислів'ях і прикметах
Виноград в прислів'ях і приказках зустрічається у різних народів світу:

- «Найкраще виноград росте у тіні виноградаря» (українське);
- «Плоди лози дорожчі золота і смачніші води» (туркменське);
- «Хто їсть виноград, той їсть згущене сонце» (румунське);
- «Рука виноградаря — вузлувата лоза, хоча і крива, але невичерпна і плодоносна» (узбецьке);
- «Добрий виноградар — турботлива няня» (грузинське).

У фольклорі відбилося чимало думок щодо вибору сорту, місця і густоти посадки винограду, постачання його опорою, обробки і добрива виноградників:

- «Який сорт — такий і муст» (молдовське);
- «Лоза лозі повідала — іди подалі від мене, тоді зможу вродити і за тебе» (хорватське);
- «Навколо лоз клади гній» (давньоримське).

Скупими словами прислів'їв і приказок висловлюються перевірені часом і глибокі за змістом погляди на обрізку винограду:

- «Без обрізки зайвих гілок — не чекай огрядних грон» (молдовське);
- «Короткі лози — великі грона» (німецьке).

Виноградарі століттями збирали і відображали досвід не тільки в прислів'ях, але і в прикметах:

- «Пізня весна не обдурить виноградаря ніколи» (італійська);
- «Багато вологи взимку — урожай винограду великий» (таджицька).

### Виноград у літературі
Виноград в літературі знаходить відображення з найдавніших часів. Згадки про виноград виявлено ще в вавилонському клинопису, в «Іліаді» та «Одіссеї» Гомера, а також в старогрецькій драматургії (Есхіл, Арістофан та інші).

### Виноград у живописі

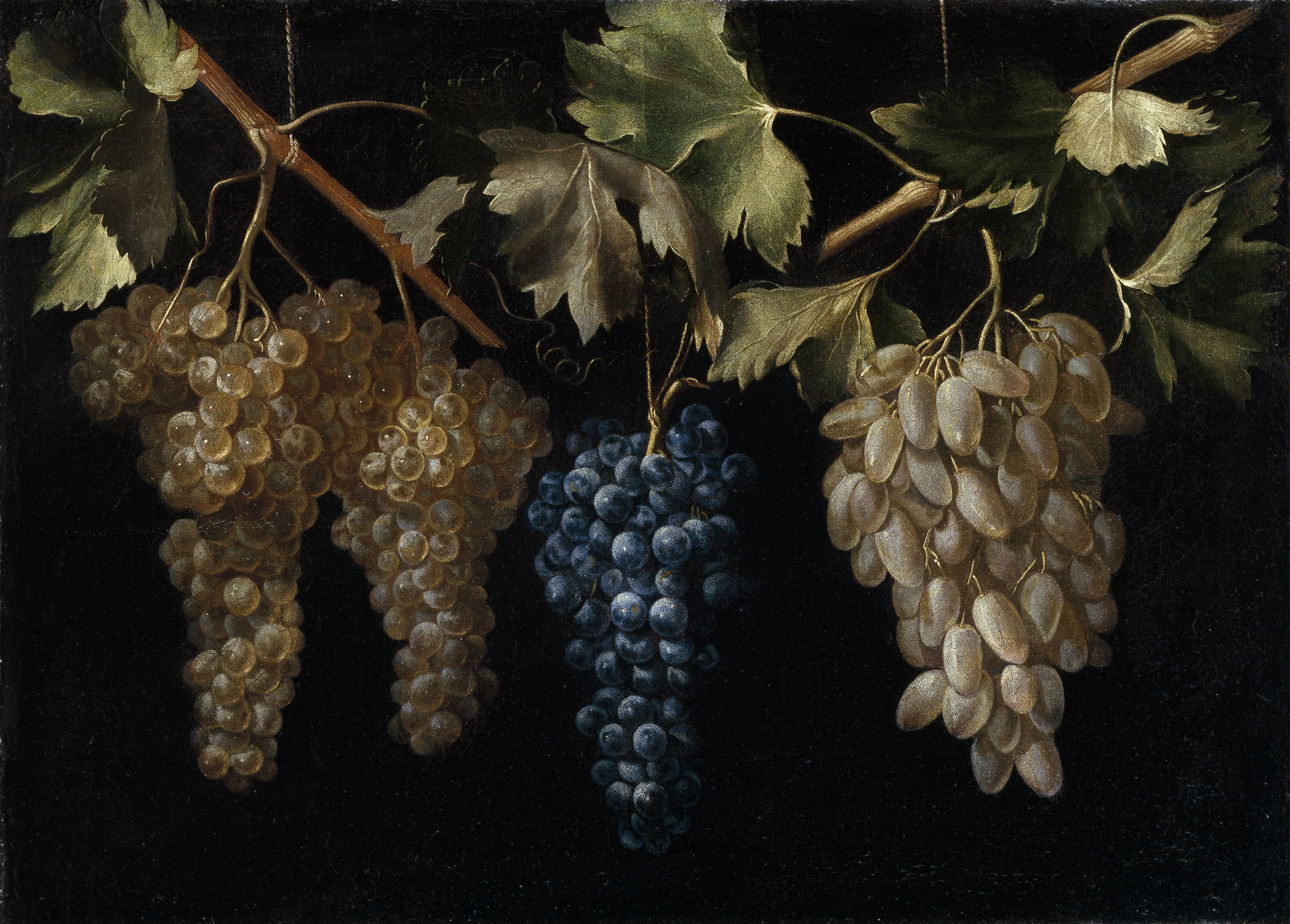
Хуан Фернандес, «Чотири грона винограду», ≈ 1636, Музей Прадо, Мадрид

Найдавніші зображення винограду належать єгипетським і грецьким художникам. Протягом тисячоліть мистецтво було на службі релігії, внаслідок чого майстри пензля і різця надавали своїм роботам про виноград релігійний характер. Виноград був складовою частиною багатьох міфологічних сцен. За переказами, Зевксіс (5—4 століття до н. е.) так жваво й принадно зобразив виноград, що птахи помилялися і прилітали поласувати його ягодами, приймаючи їх за справжні.
У Середньовіччі з'являються ілюстрації, присвячені винограду. Так, мініатюри 15 століття (і пізніші) зображують обробку ґрунту, догляд за лозою, збирання врожаю та інші прийоми. Часто при оздобленні церков (Сан-Марко у Венеції, Свята Елізабет в Марбурзі та інші) як декоративні мотиви широко використовувалися виноградна лоза і гроно. Веронезе і Тінторетто на своїх полотнах відобразили яскраві сцени збору винограду. Грона винограду, як мотив натюрморту, стали використувуватися наприкінці 16 — на початку 17 століть (наприклад, Хуан де Еспіноса «Натюрморт з яблуками, сливами, виноградом і грушами», 1630 та Хуан Фернандес, «Чотири грона винограду», ≈ 1636; обидві Музей Прадо, Мадрид). На відомій картині Франческо дель Косса «Осінь» зображений виноград. Гойя створив картину «Прибирання винограду». Отримали популярність полотна російських живописців: «Веранда, обвита виноградом» С. Ф. Щедрина; «Свято збору винограду» К. Брюллова та інші. В Ермітажі є декоративний розпис із зображенням винограду в лоджіях Рафаеля.

### Виноград у скульптурі
Скульптори всіх часів проявляли великий інтерес до винограду. Вирізні листя, кучеряві лози, литі грона служили декоративними елементами стародавніх гробниць, колон тощо. Між Римом і Флоренцією знайдена мармурова скульптурна група Діоніса з Ампелом, що виростають із виноградного куща. Давньогрецький скульптор Пракситель створив скульптуру Гермеса з немовлям Діонісом на руках. В одному з французьких музеїв зберігається стародавній барельєф, що зображає селянина, що виганяє з виноградника ведмедя.
Сюжети винограду відображені на найдавніших ассирійських барельєфах. На стінах єгипетських гробниць зображені різні форми виноградного куща, сцени збору і роздавлювання винограду, зберігання вина в глечиках. Єрусалимський храм був прикрашений виноградною лозою з золотими листям і гронами винограду, виконаними з дорогоцінних каменів. На біломармуровому саркофазі київського князя Ярослава Мудрого і на стародавніх храмах є зображення лози та грон винограду.
Радянські скульптори також використовують тему винограду. Трудівників-виноградарів втілив в скульптурах Л. Дубіновський, мармурові барельєфи відомих вітчизняних вчених-виноградарів виконав С. Чиж.

### Виноград на предметах побуту

Срібний кубок. Музей Неаполя.

Протягом багатьох століть виноград служив джерелом натхнення для народної творчості. Стародавні греки, виготовляючи керамічний посуд, розписували його зображеннями лози, грон і листя винограду. Такий посуд був поширений по всьому узбережжю Середземного моря. Народні умільці прикрашали зображеннями винограду преси, бочки та інше.
Поряд з керамічним і металевим посудом ще в Стародавньому Римі застосовувалися скляні зображенням винограду. Ця традиція збереглася і в пізніший час. У Венеції зберігається кришталевий посуд у вигляді виноградного грона з золотими листками. Тематика винограду знайшла своє відображення і при виготовленні вітражів. Збереглися вітражі 13 століття, що зображують лози і грона винограду. Ця ж тема простежується у багатьох мозаїчних панно, в килимах і гобеленах різних країн світу.

### Виноград на монетах і медалях
На монетах стародавніх держав, населення яких займалося виноторгівлею, є зображення винограду. Найдавніша російська медаль із зображенням винограду, що наледжить до часу царювання Катерини II, була заснована для нагородження вихованок Смольного інституту. На медалі видно виноградник, а під ним напис: «Тако дозрівають».

### Виноград у геральдиці
Виноградна лоза і грона увійшли в герби міст: Ужгород, Чугуїв, Ізюм, Білгород-Дністровський, Ялта, Ташкент, Телаві та інших. Також виноград був присутній на гербах чотирьох союзних республік колишнього СРСР (Вірменська РСР, Грузинська РСР, Молдавська РСР, Туркменська РСР).

### Інше
Мотиви винограду властиві закавказькому карбуванню для численних литих і кованих металевих огорож, дверних ручок та інше. Тема винограду втілилася у графіку — в друкованих виданнях, екслібриси. Ще в рабовласницьких і феодальних державах проводилися свята, присвячені збирання винограду, які супроводжувалися співом. А. Рубінштейн написав музику до балету «Виноградна лоза», присвяченому перемозі над філоксерою. У цьому балеті головну роль виконувала знаменита російська балерина Анна Павлова.
Тема винограду відображена в науково-популярних і художніх картинах. У радянській кінострічці «Батько солдата» показана зворушлива турбота грузинського селянина-ратника про збереження виноградної лози, що росте на обпаленою війною землі.

## Галерея

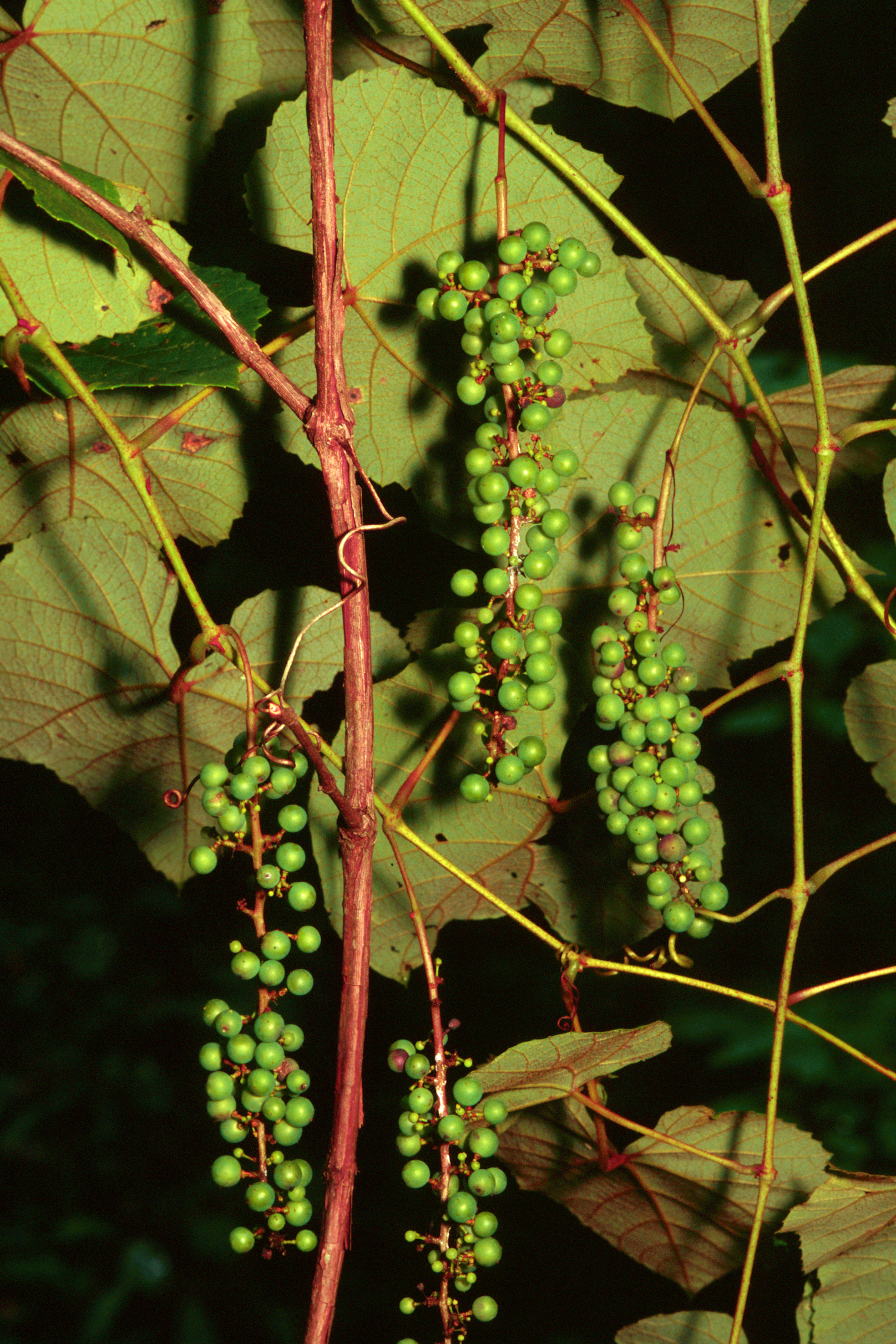
Vitis aestivalis
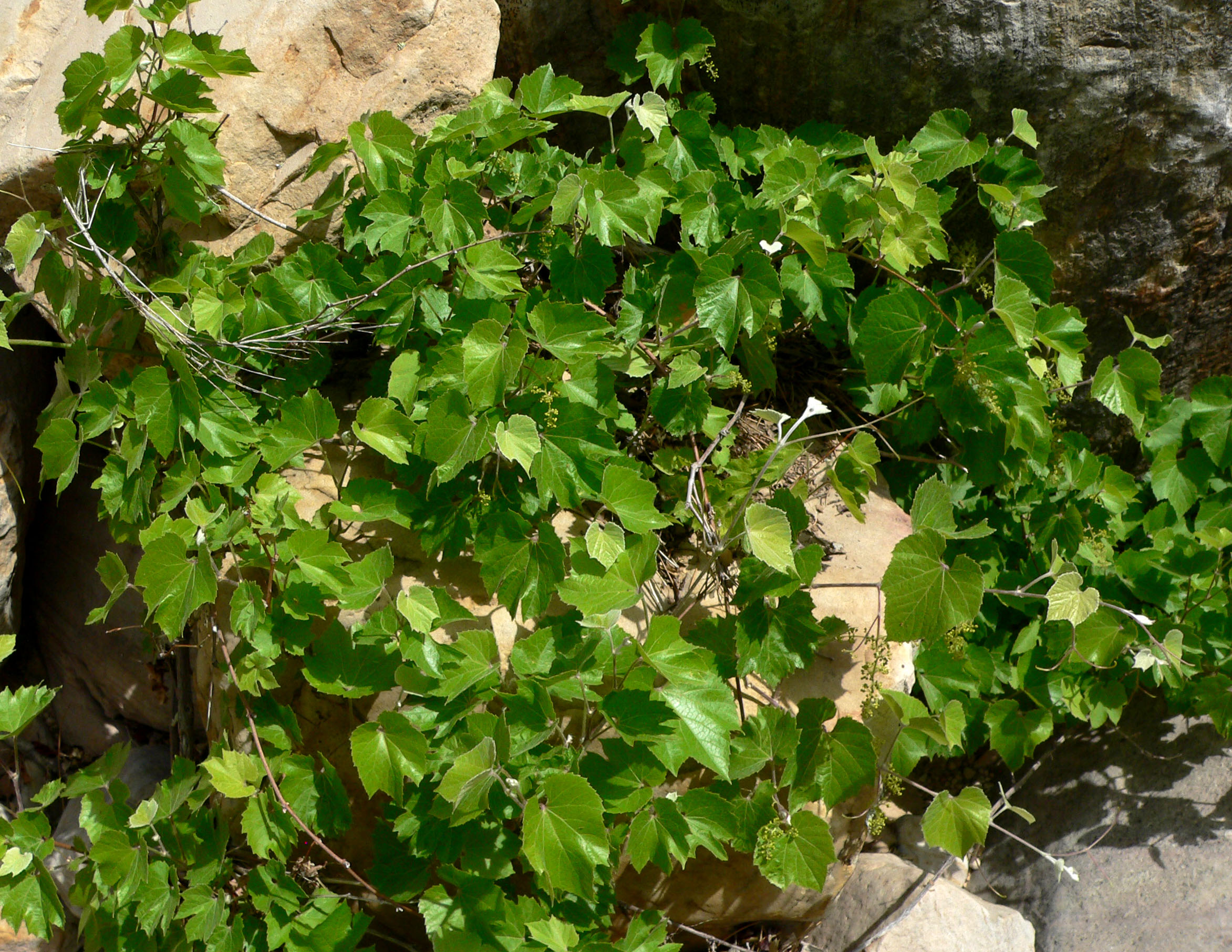
Vitis arizonica
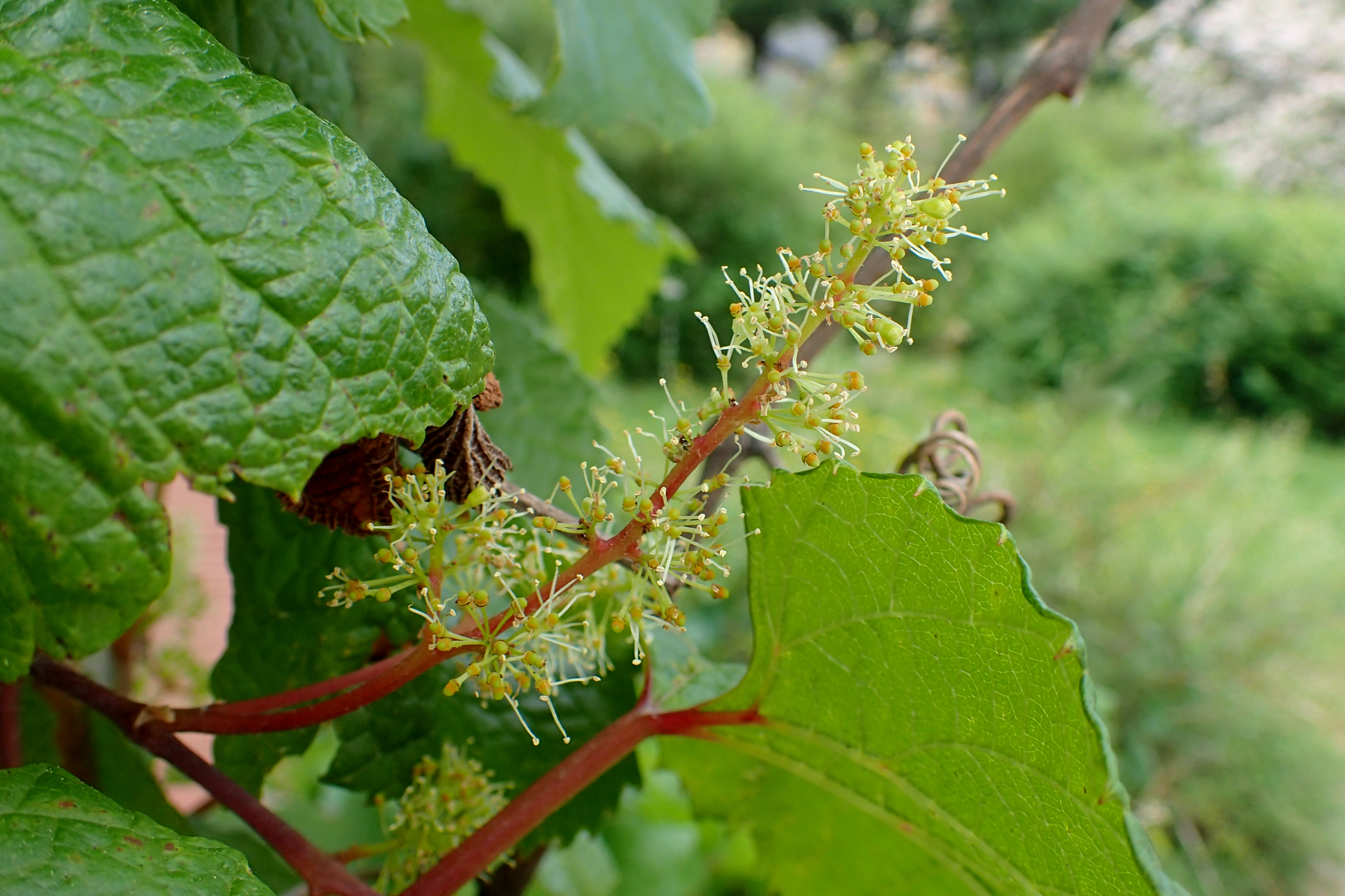
Vitis amurensis
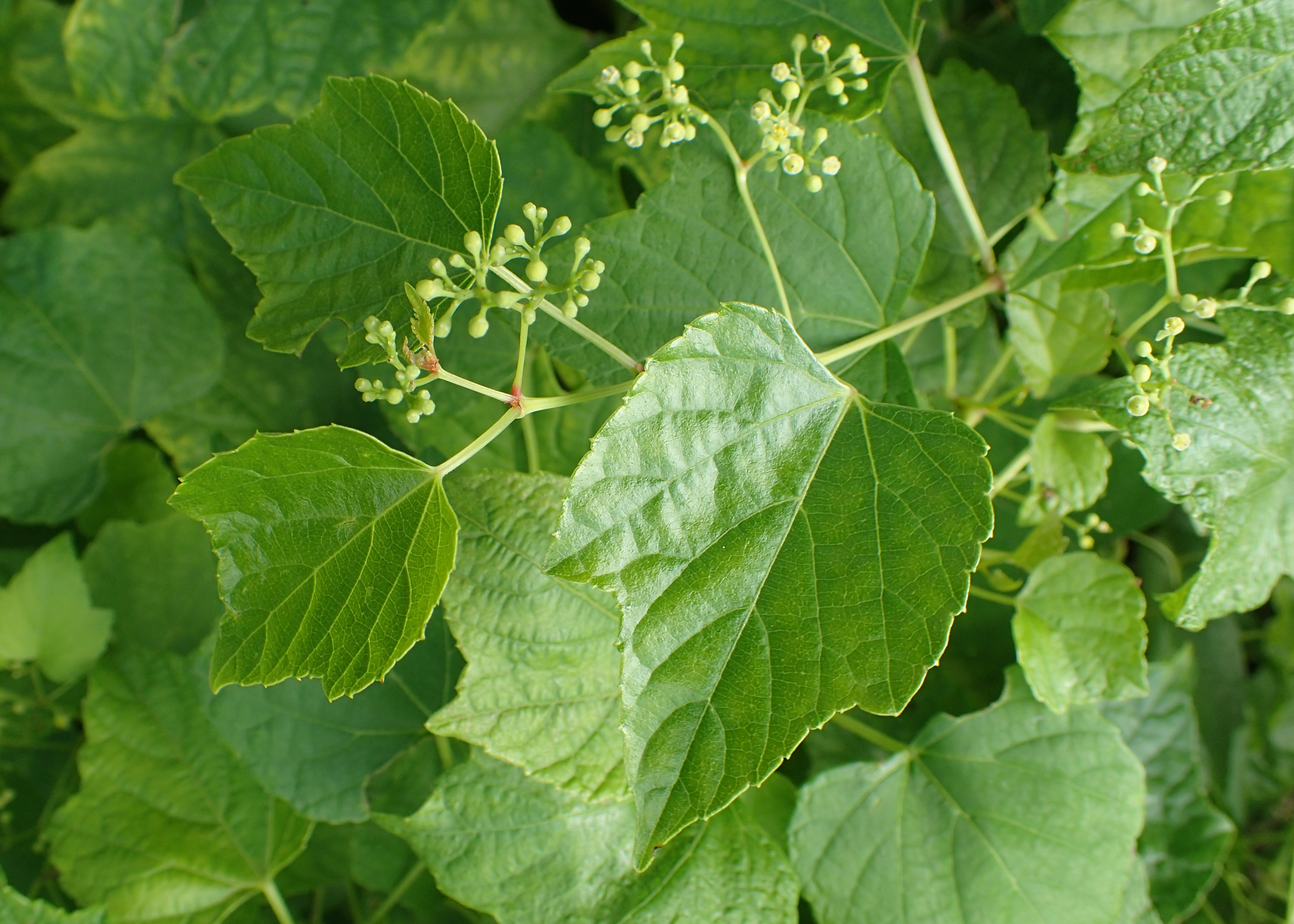
Vitis bryoniifolia
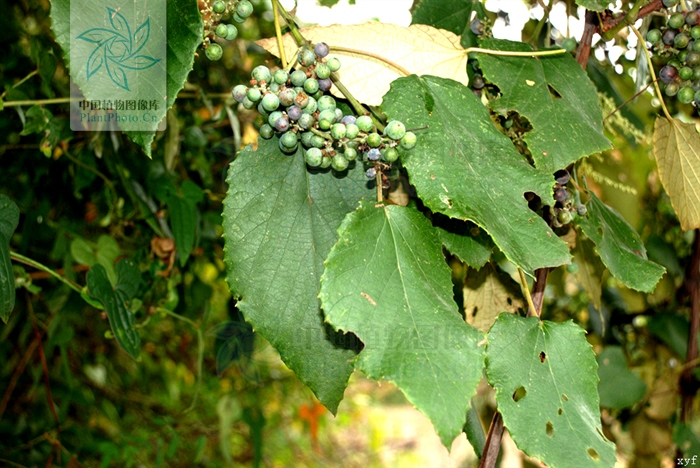
Vitis bellula
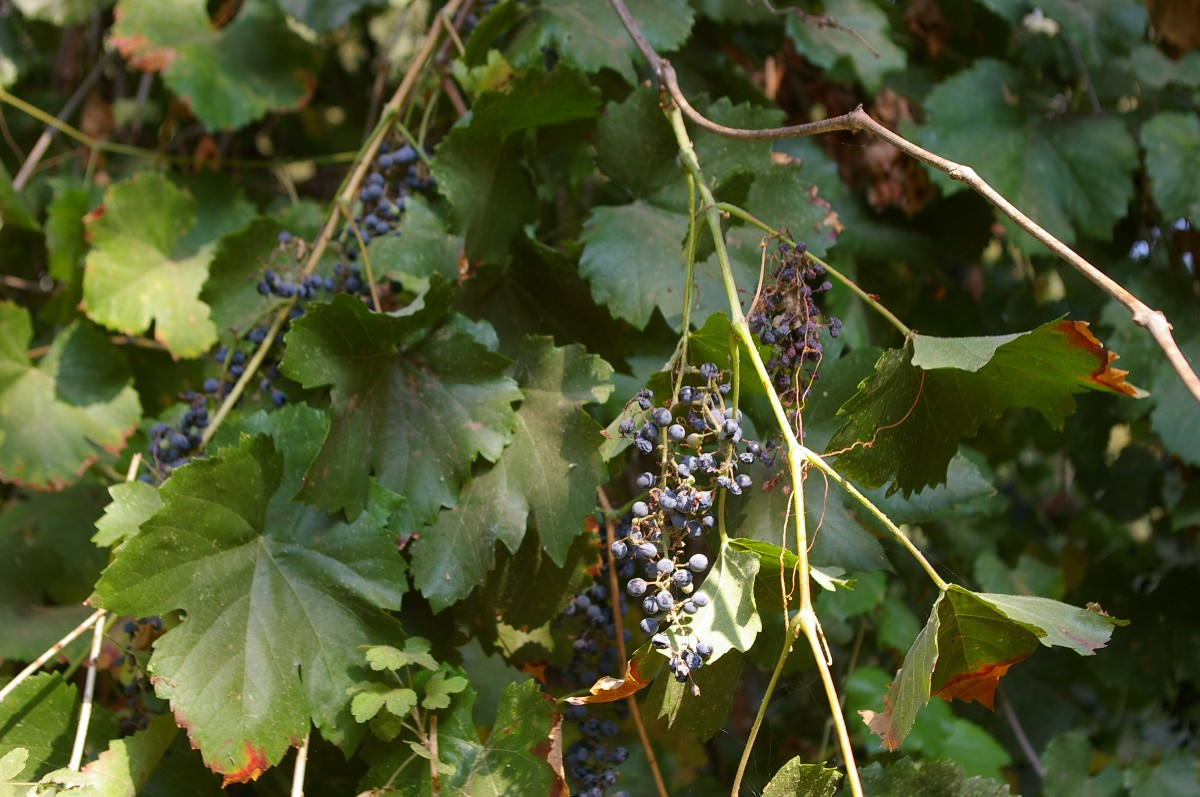
Vitis californica
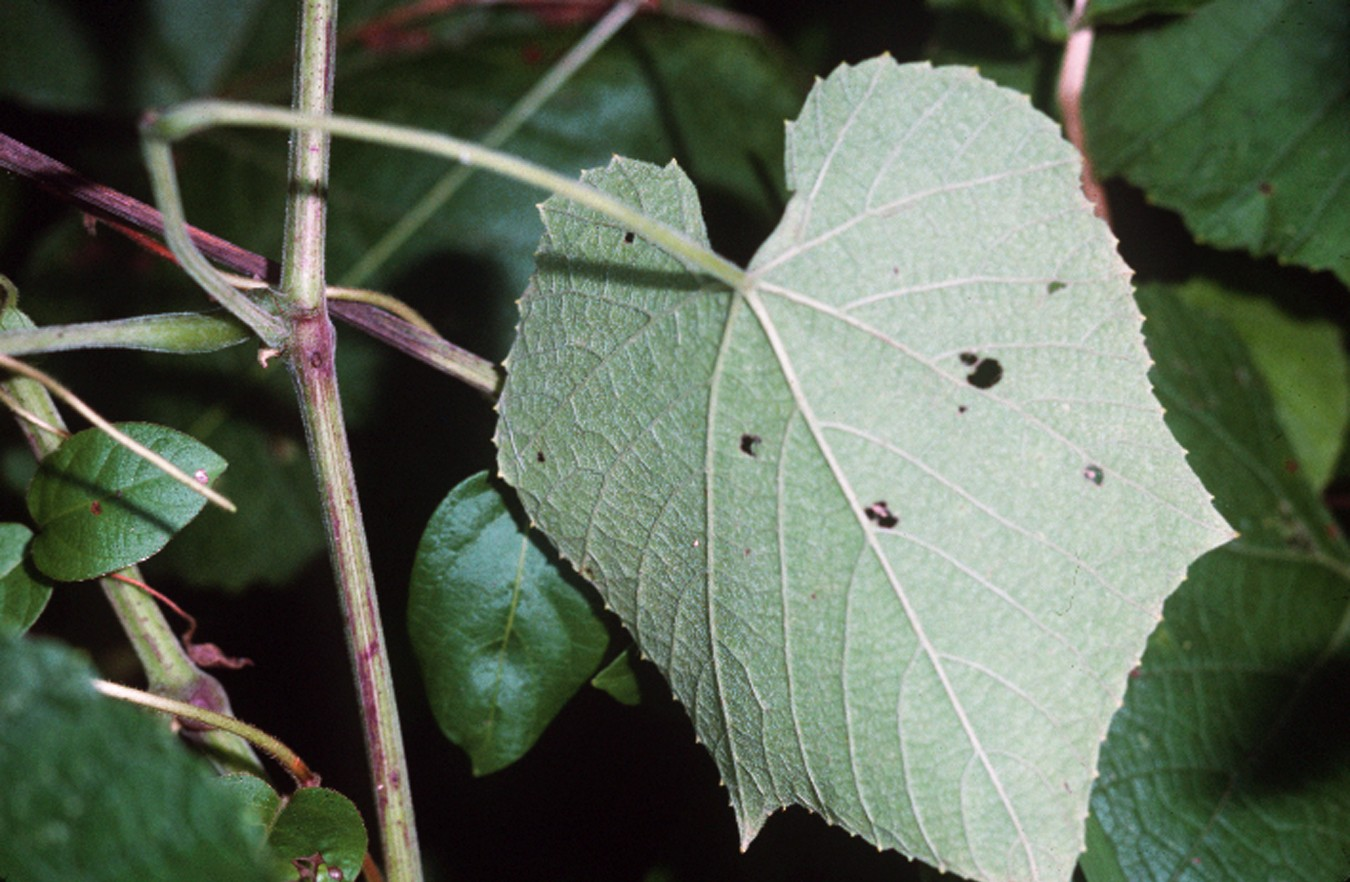
Vitis cinerea
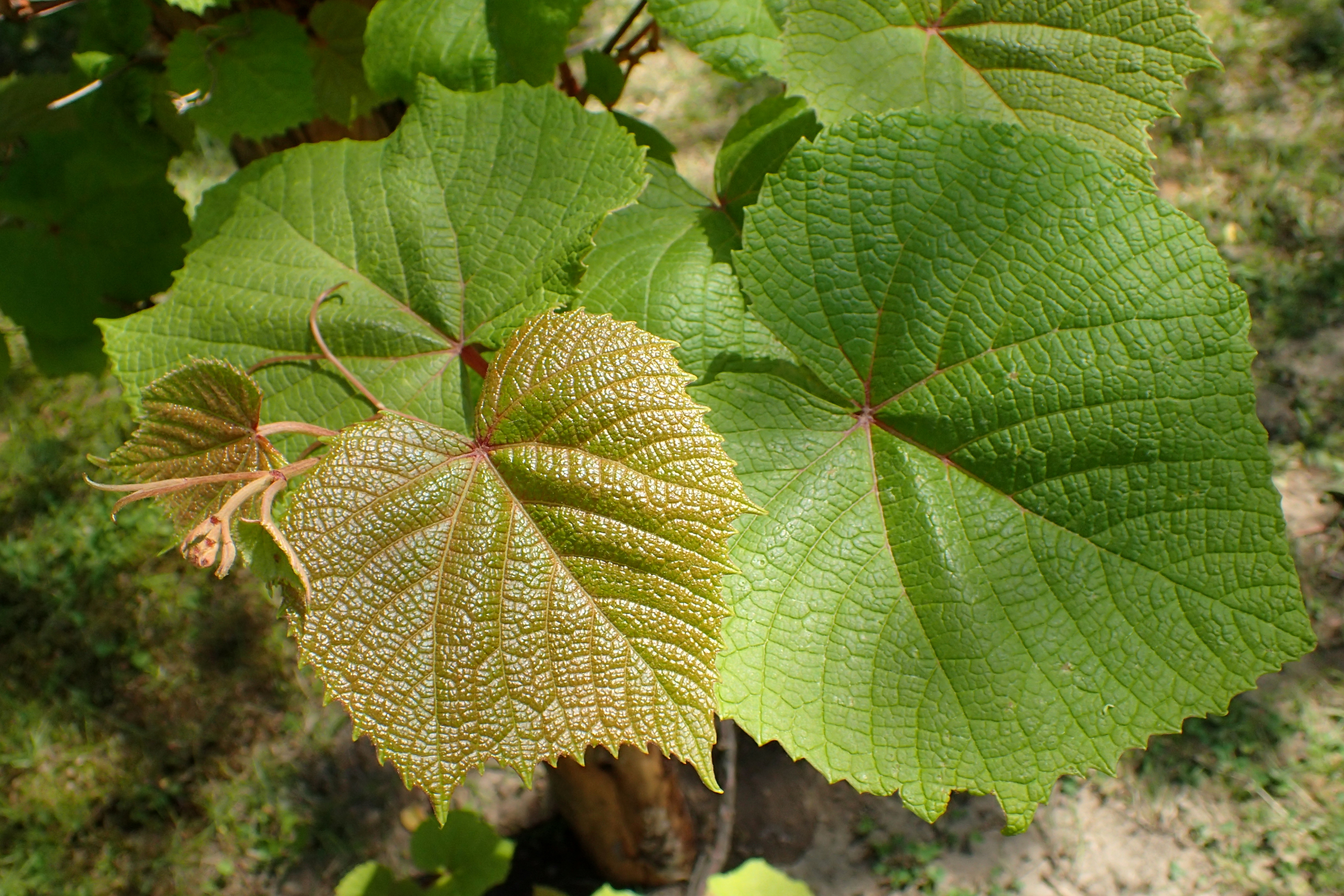
Vitis coignetiae
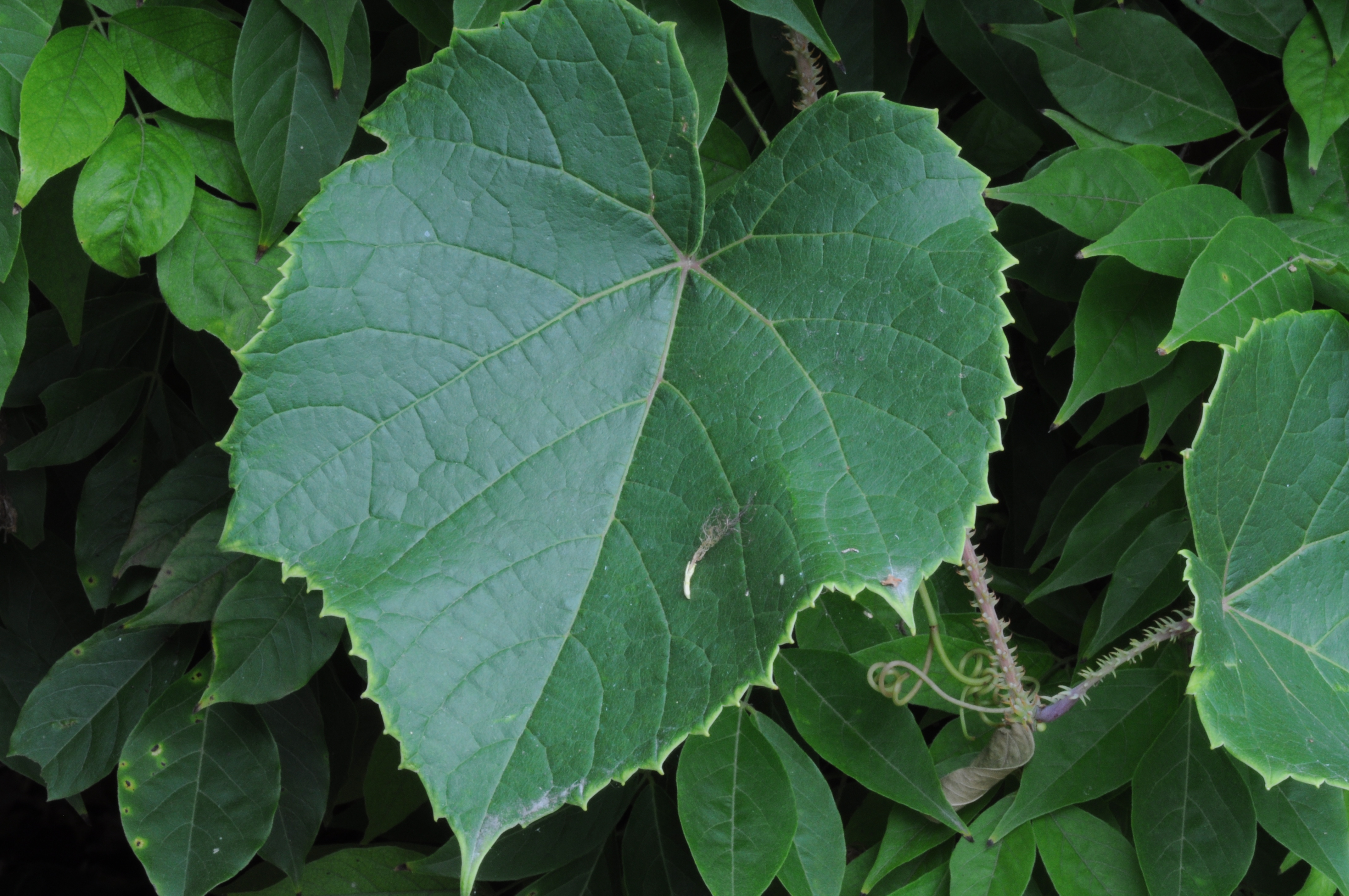
Vitis davidii
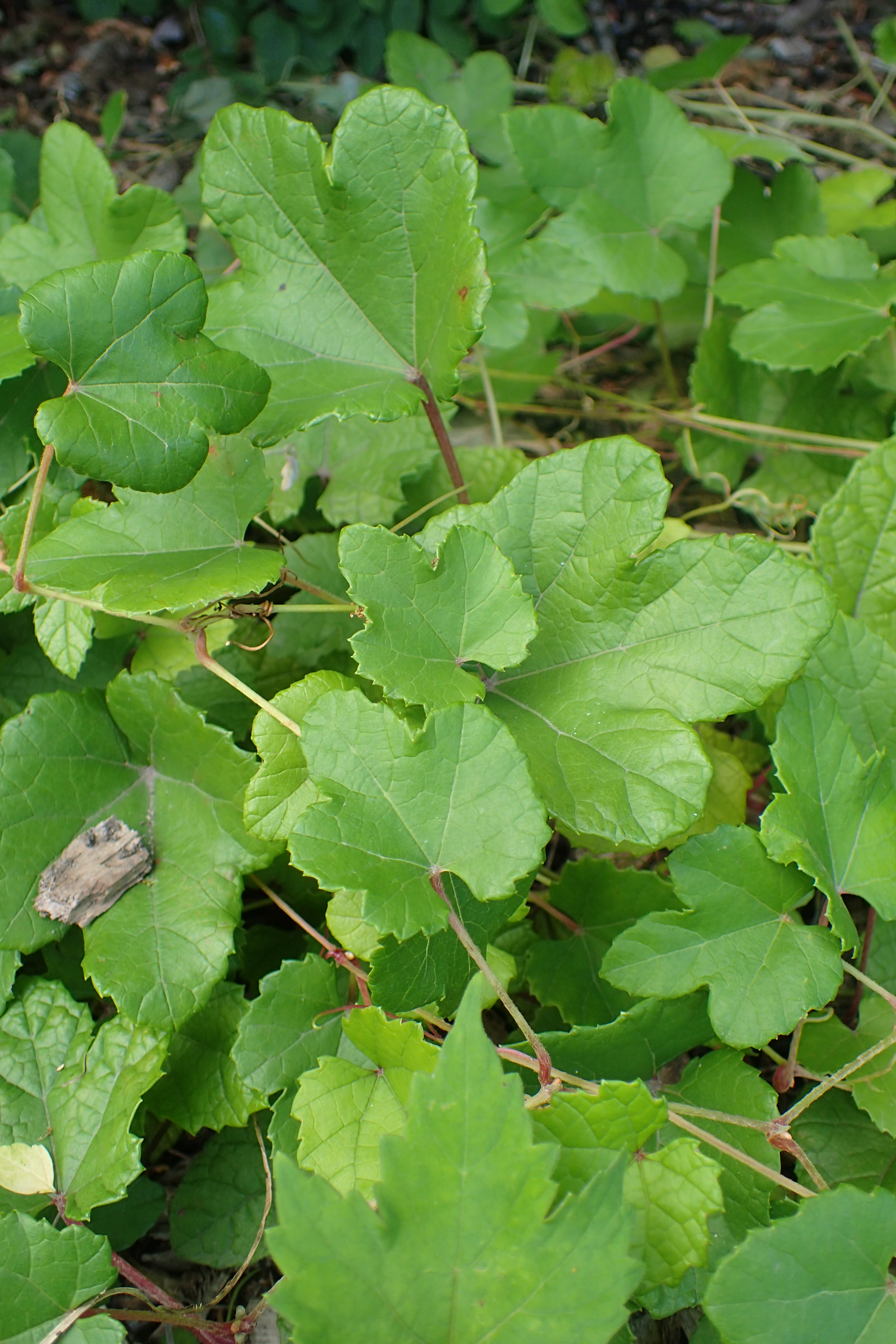
Vitis ficifolia
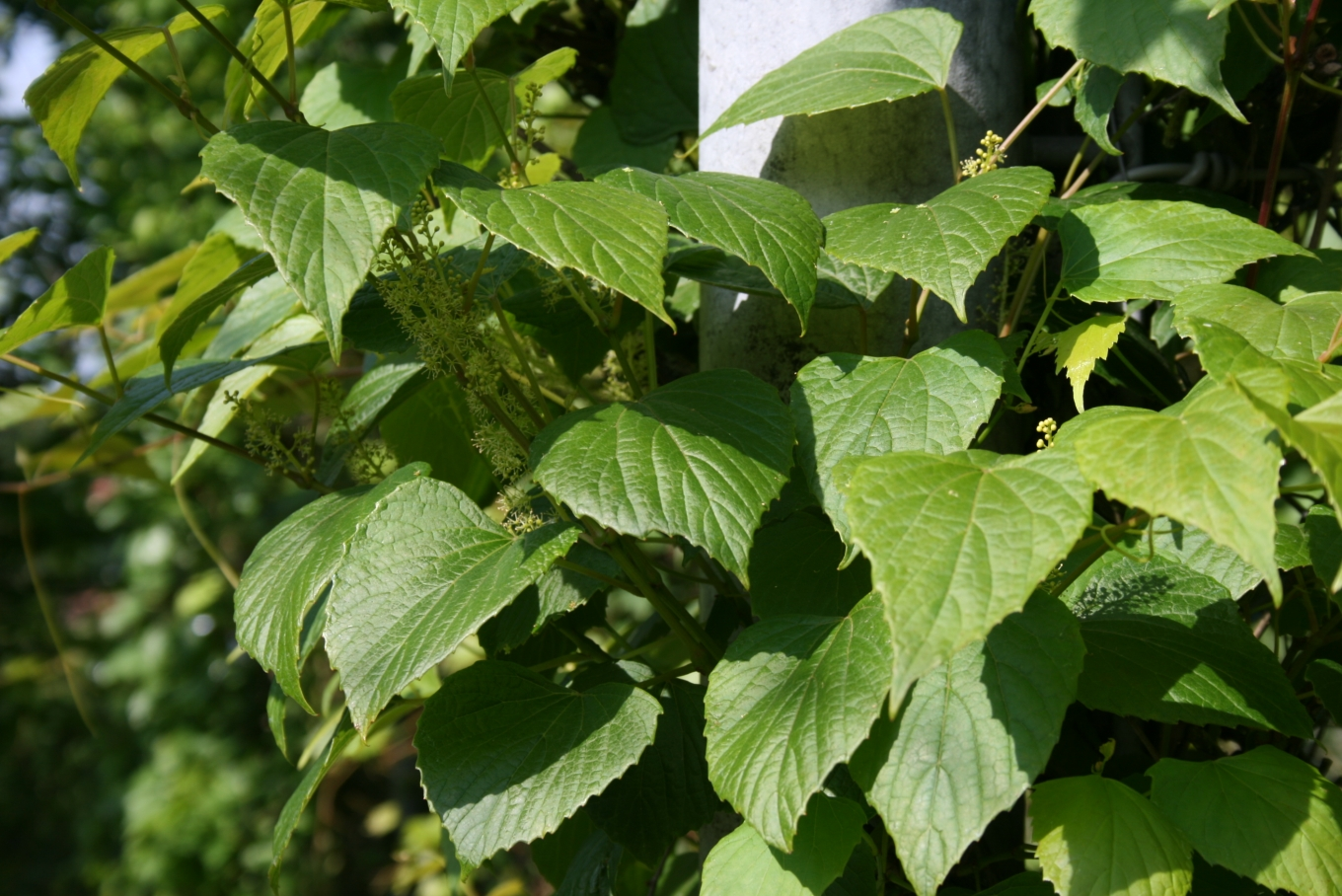
Vitis flexuosa
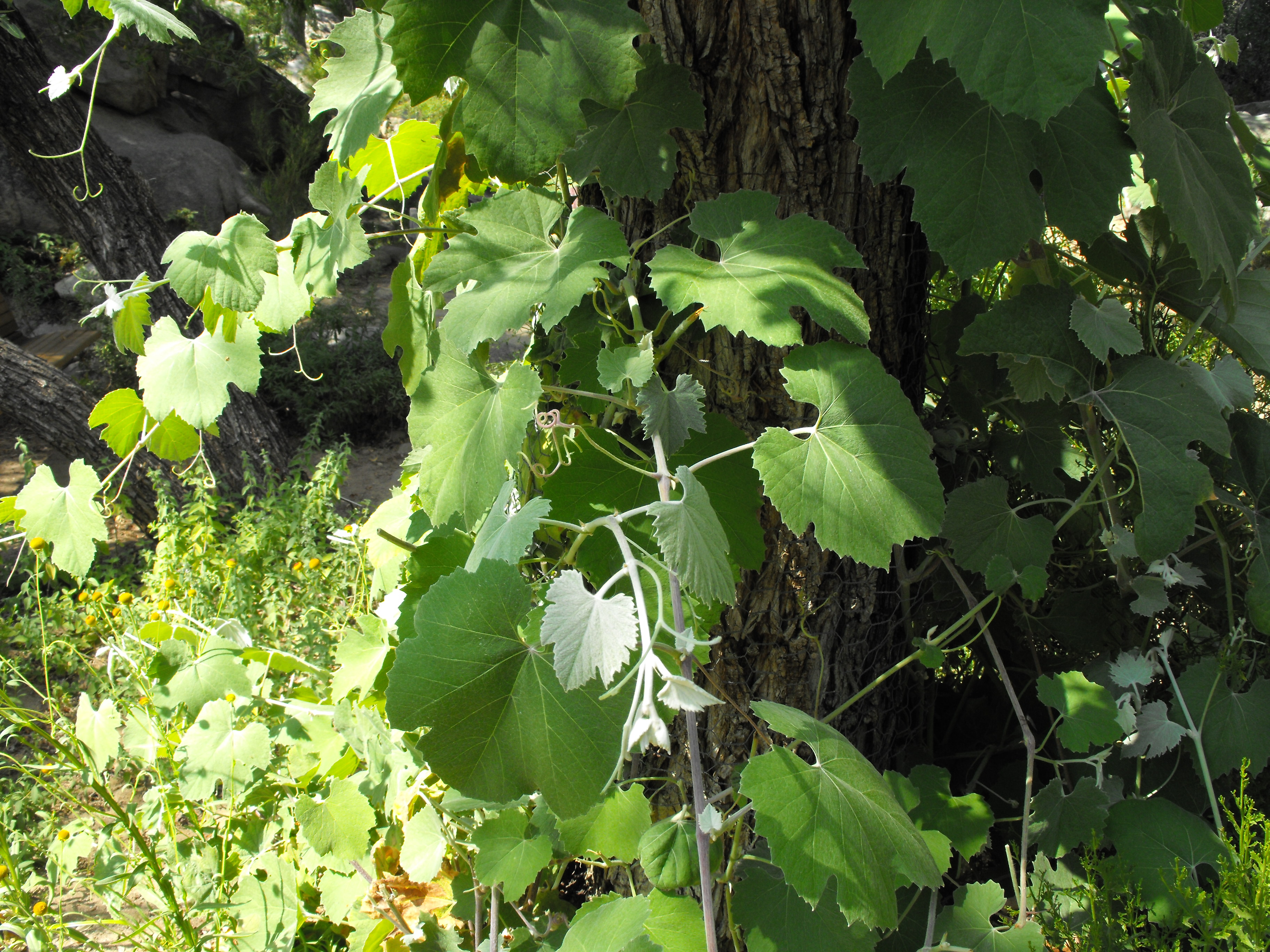
Vitis girdiana
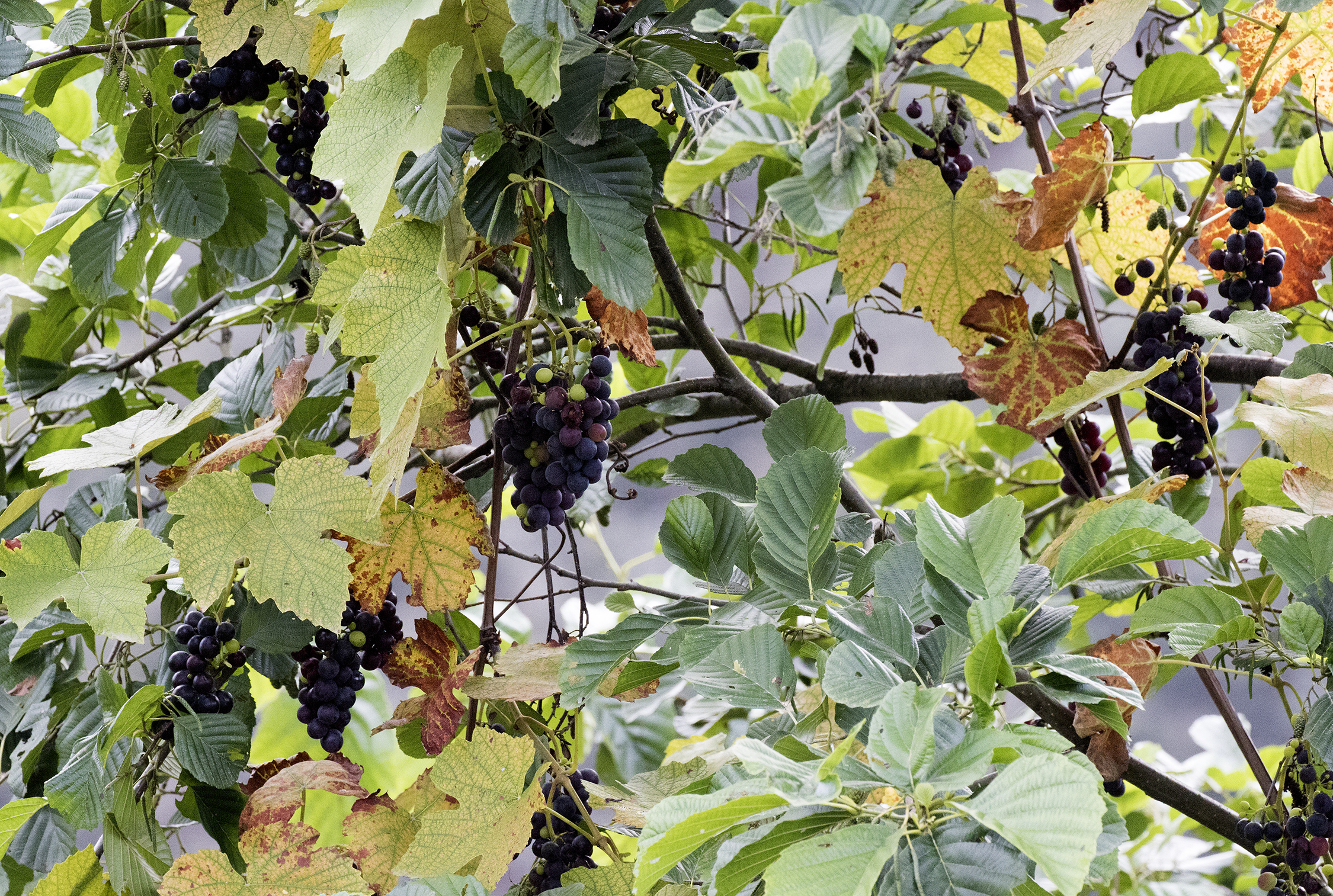
Vitis labrusca
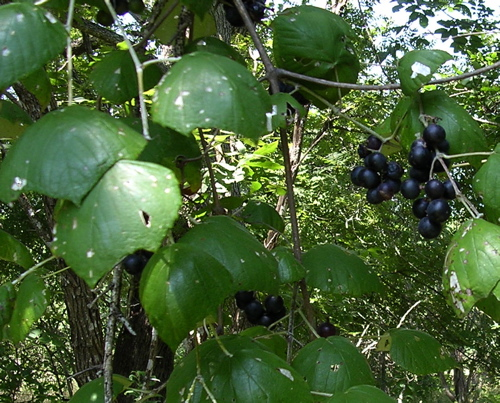
Vitis mustangensis
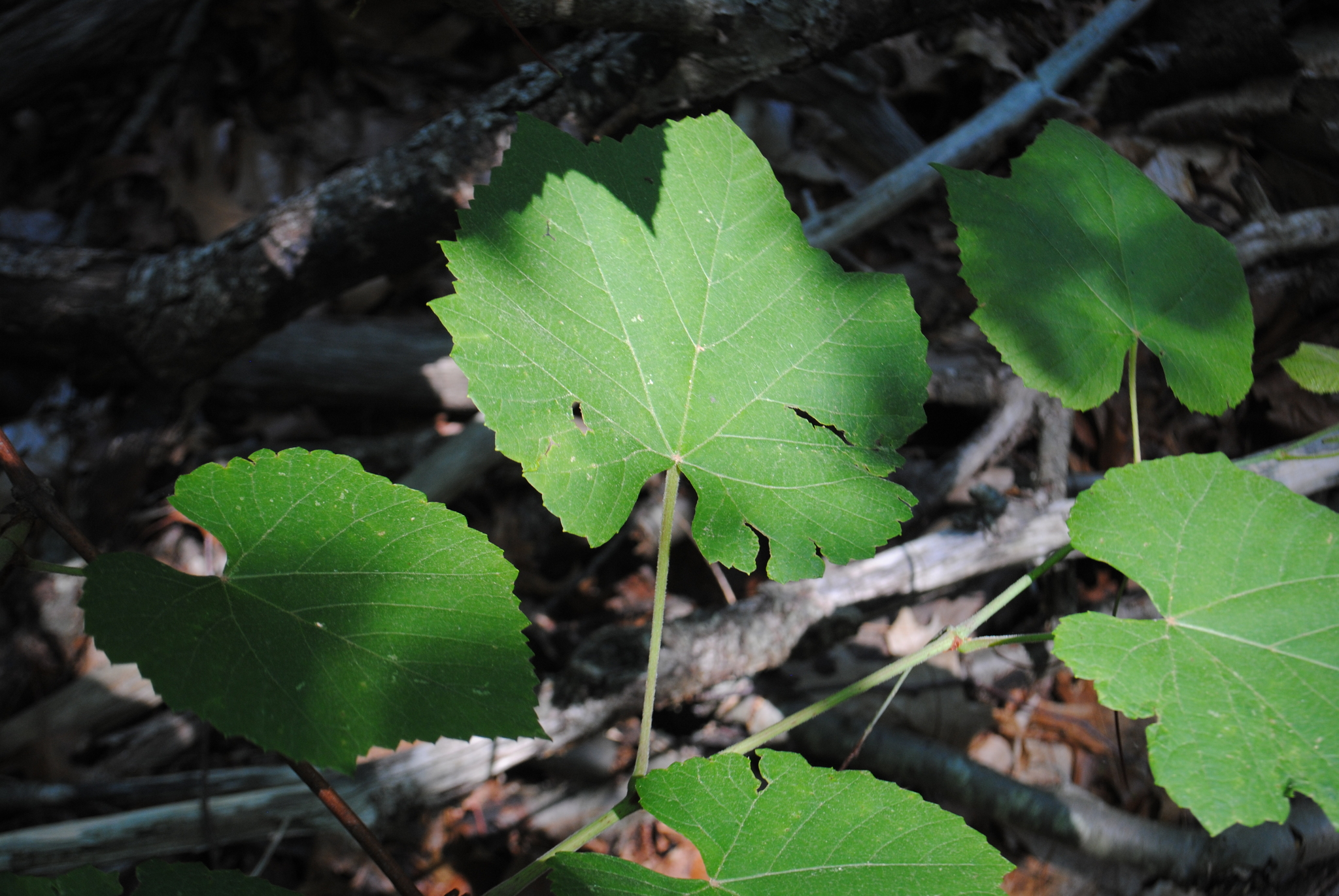
Vitis × novae
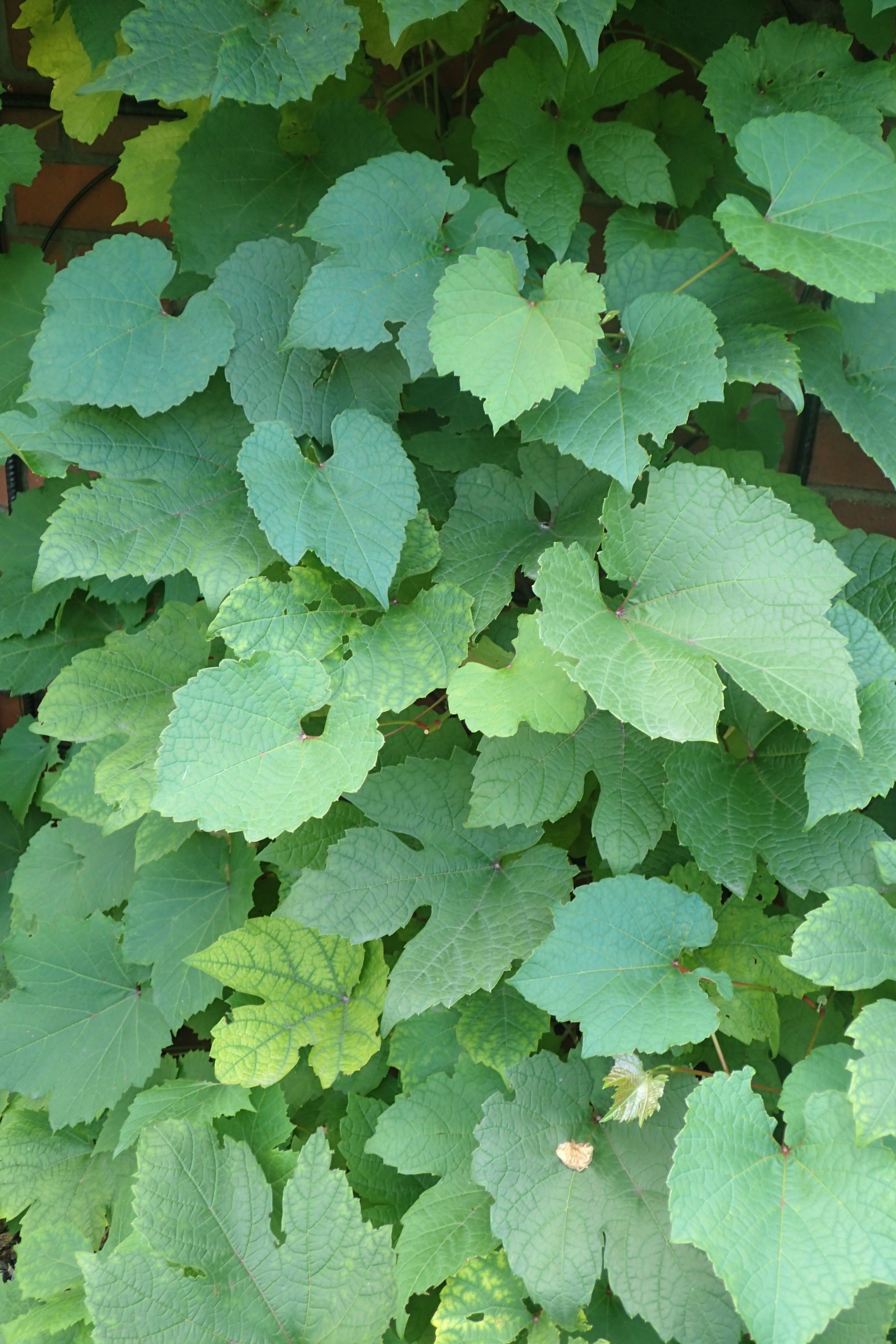
Vitis palmata
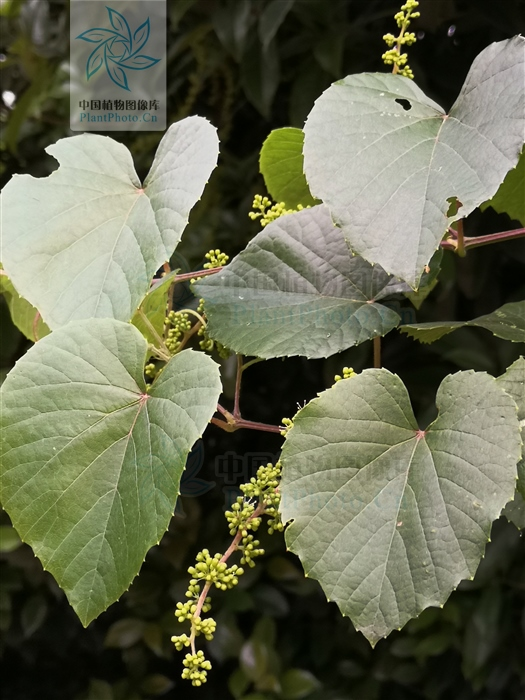
Vitis pseudoreticulatab
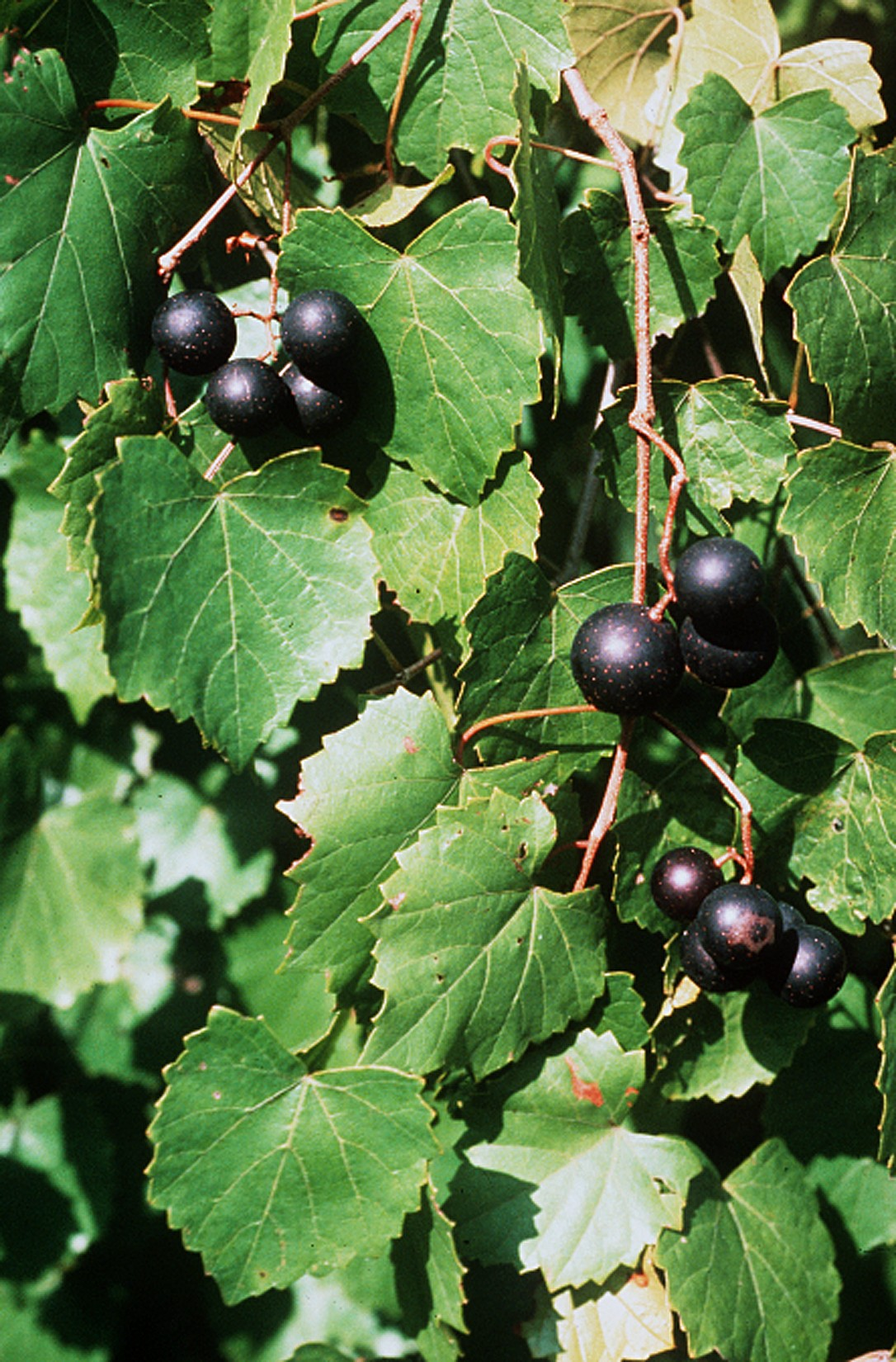
Vitis rotundifolia
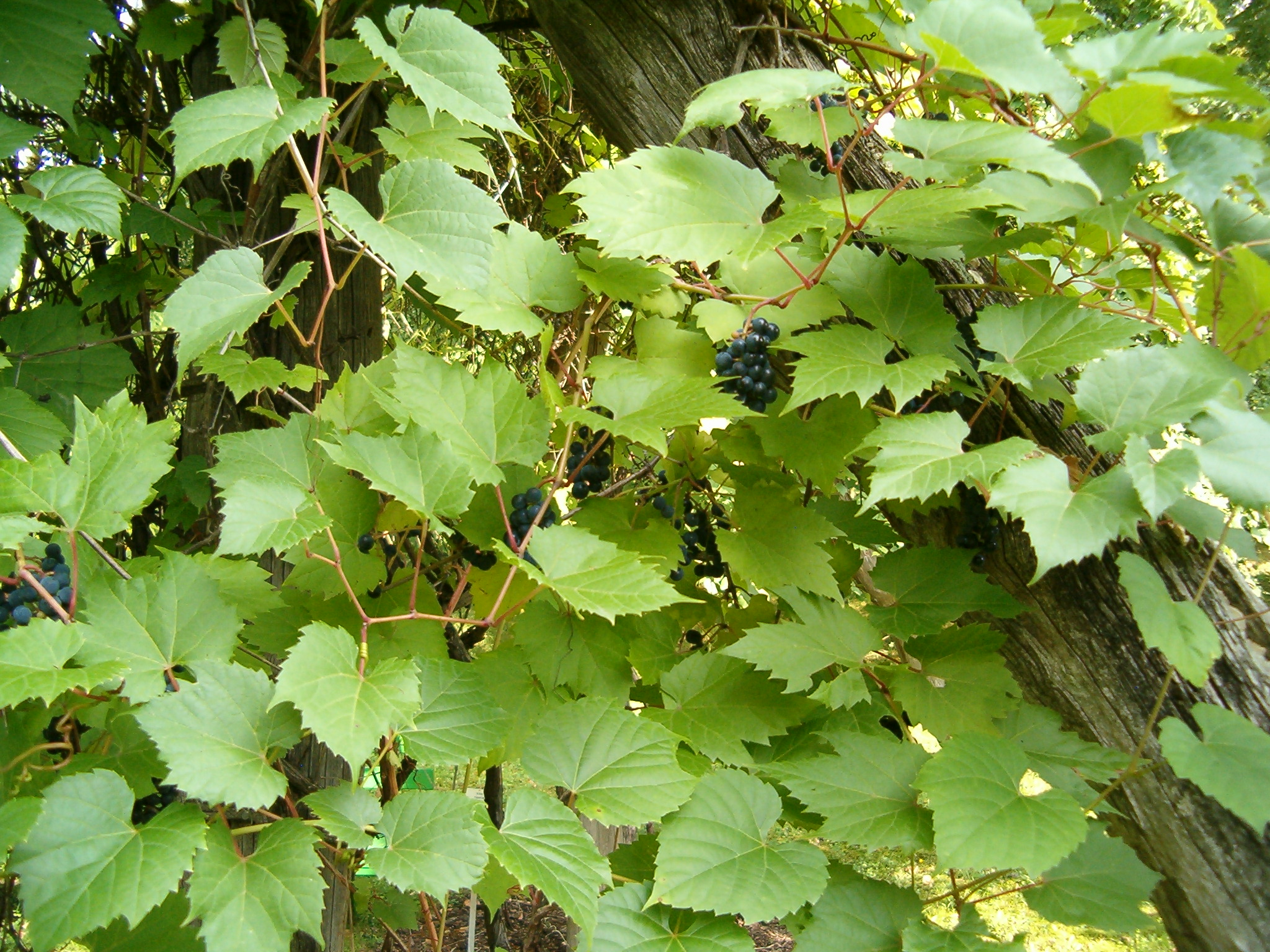
Vitis riparia
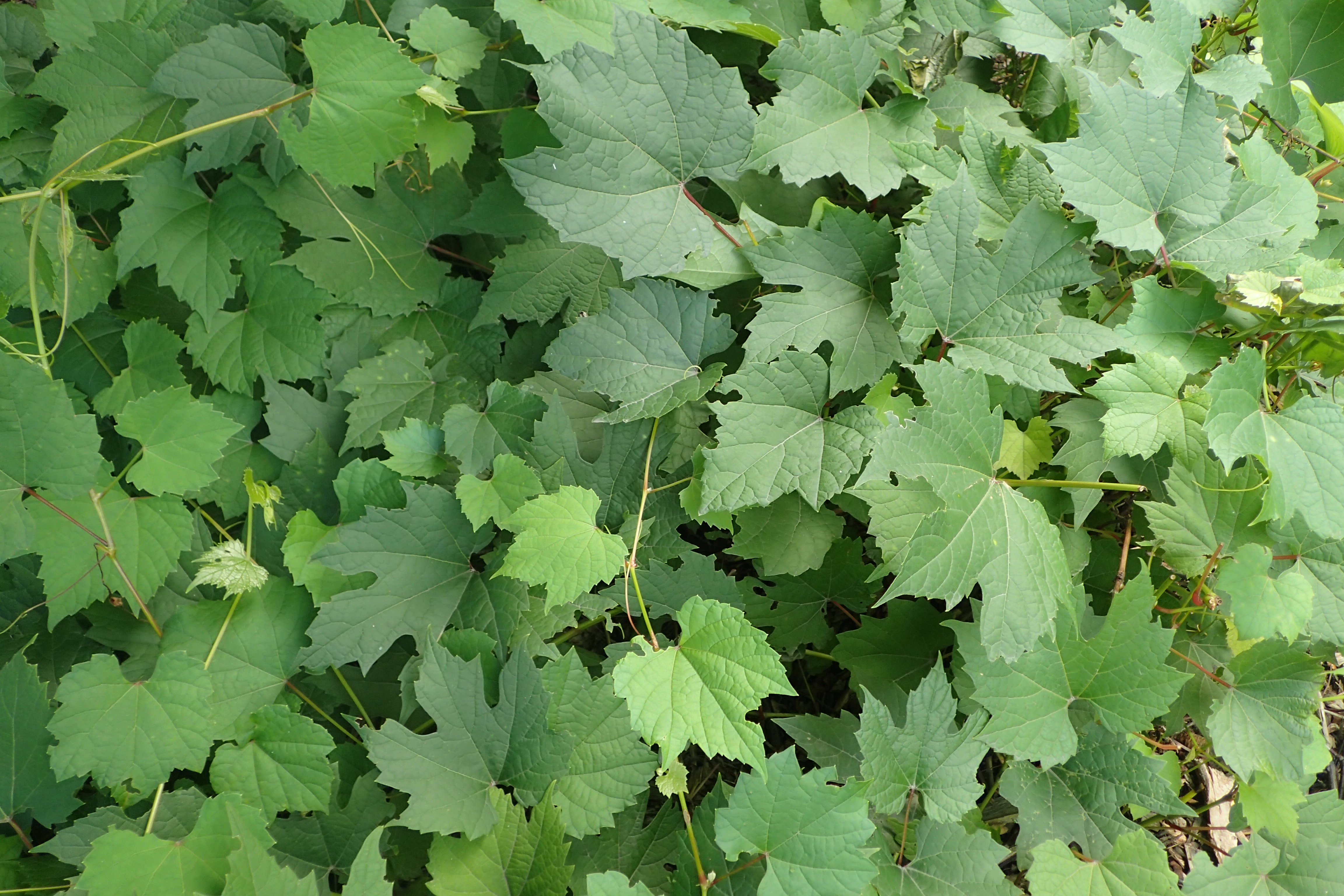
Vitis rupestris
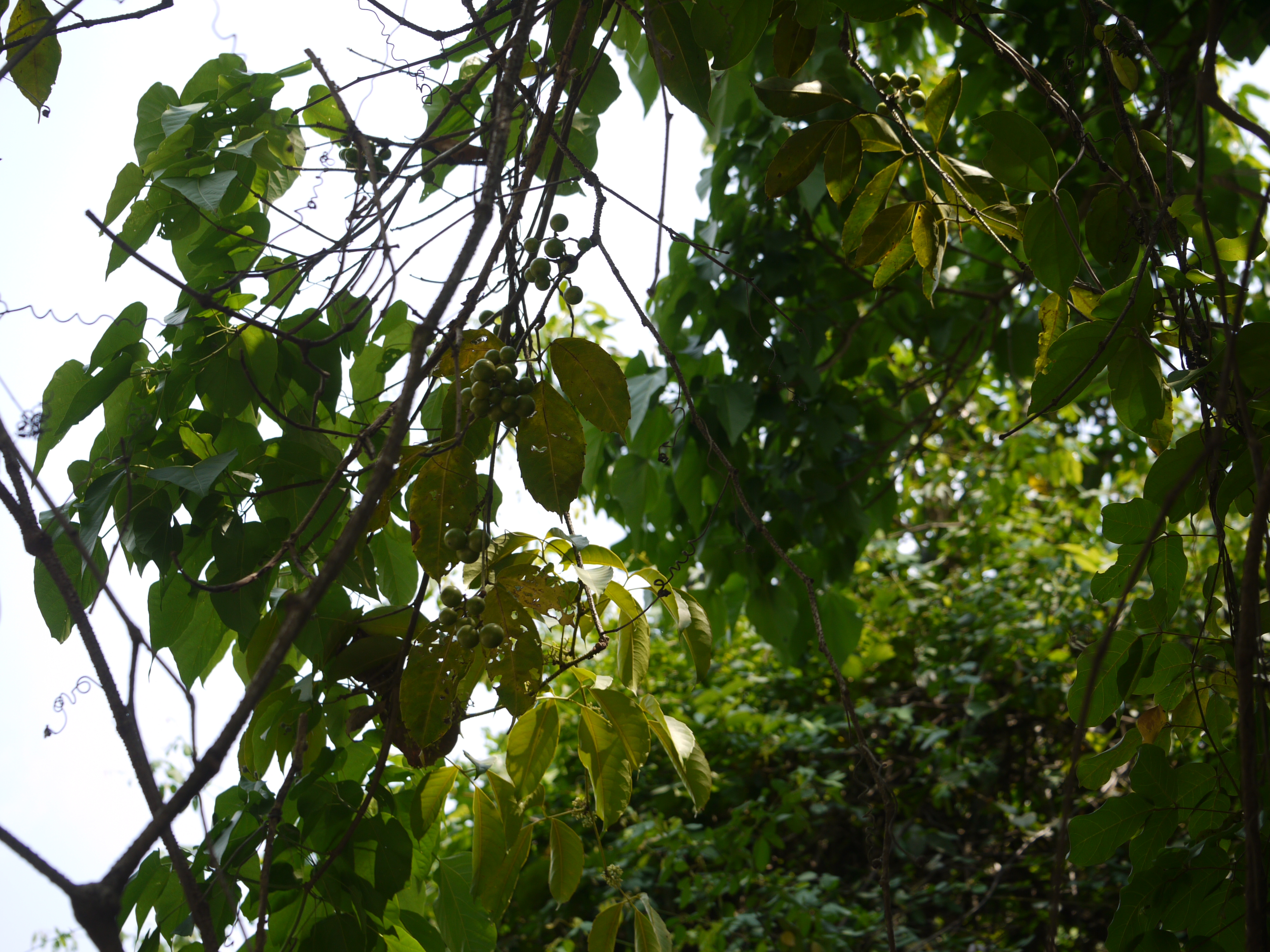
Vitis reticulata
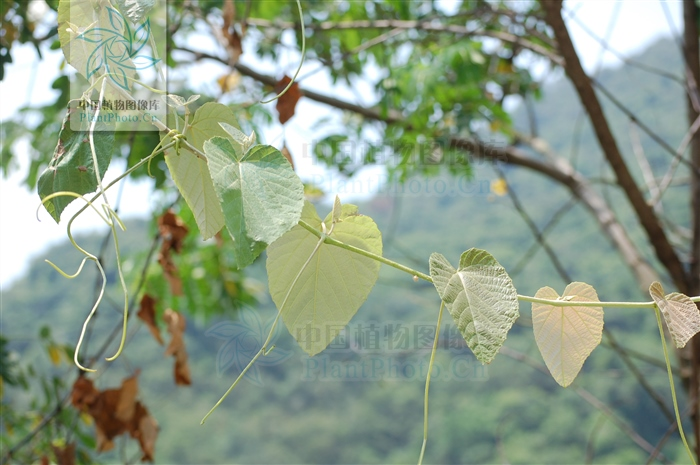
Vitis retordii
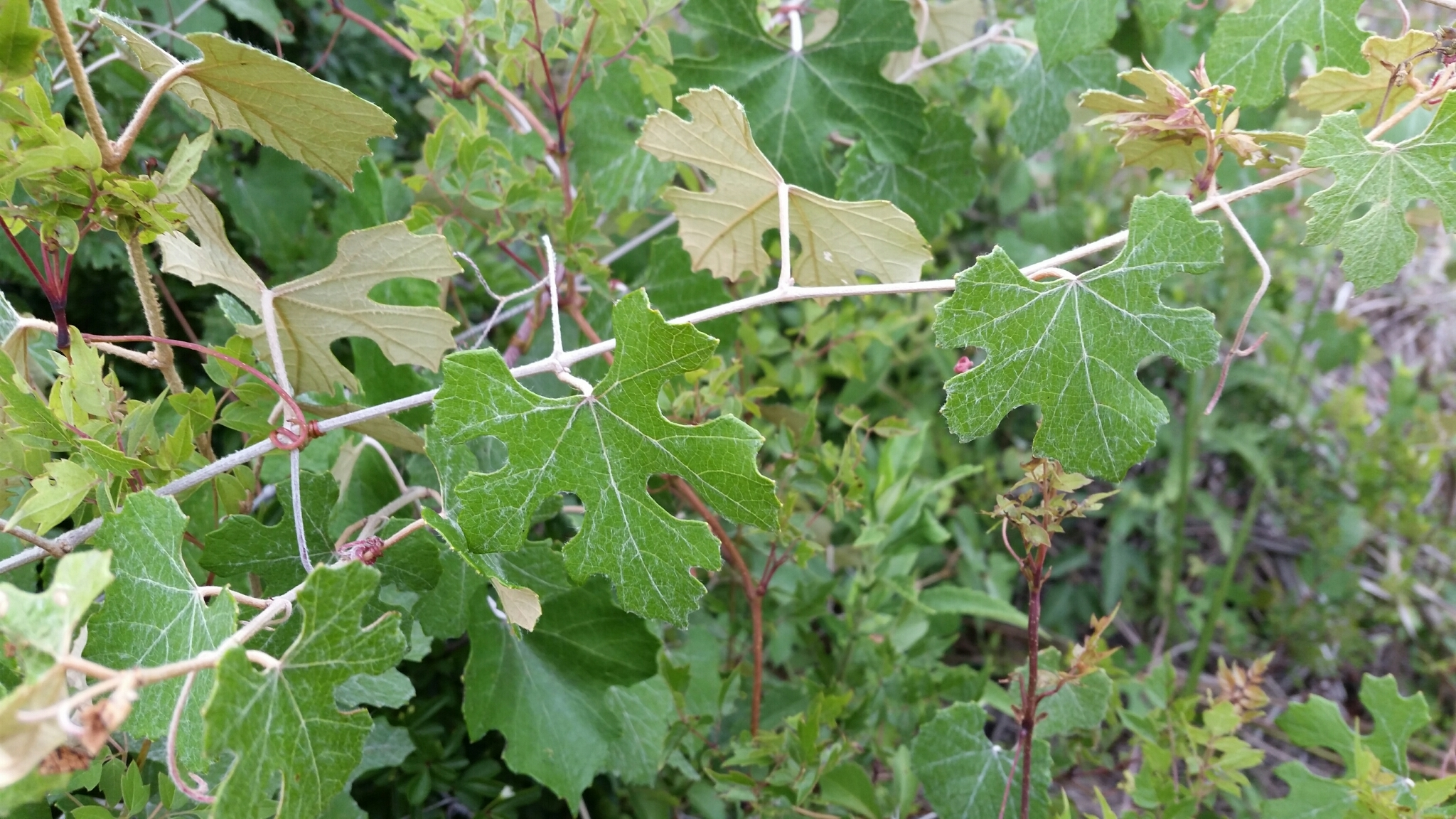
Vitis shuttleworthii
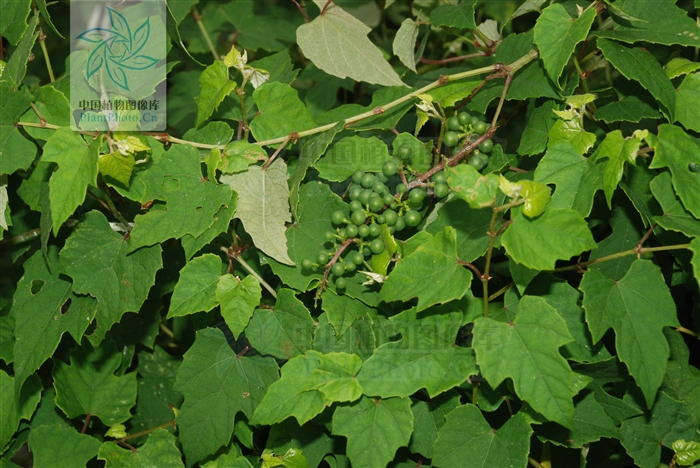
Vitis sinocinerea
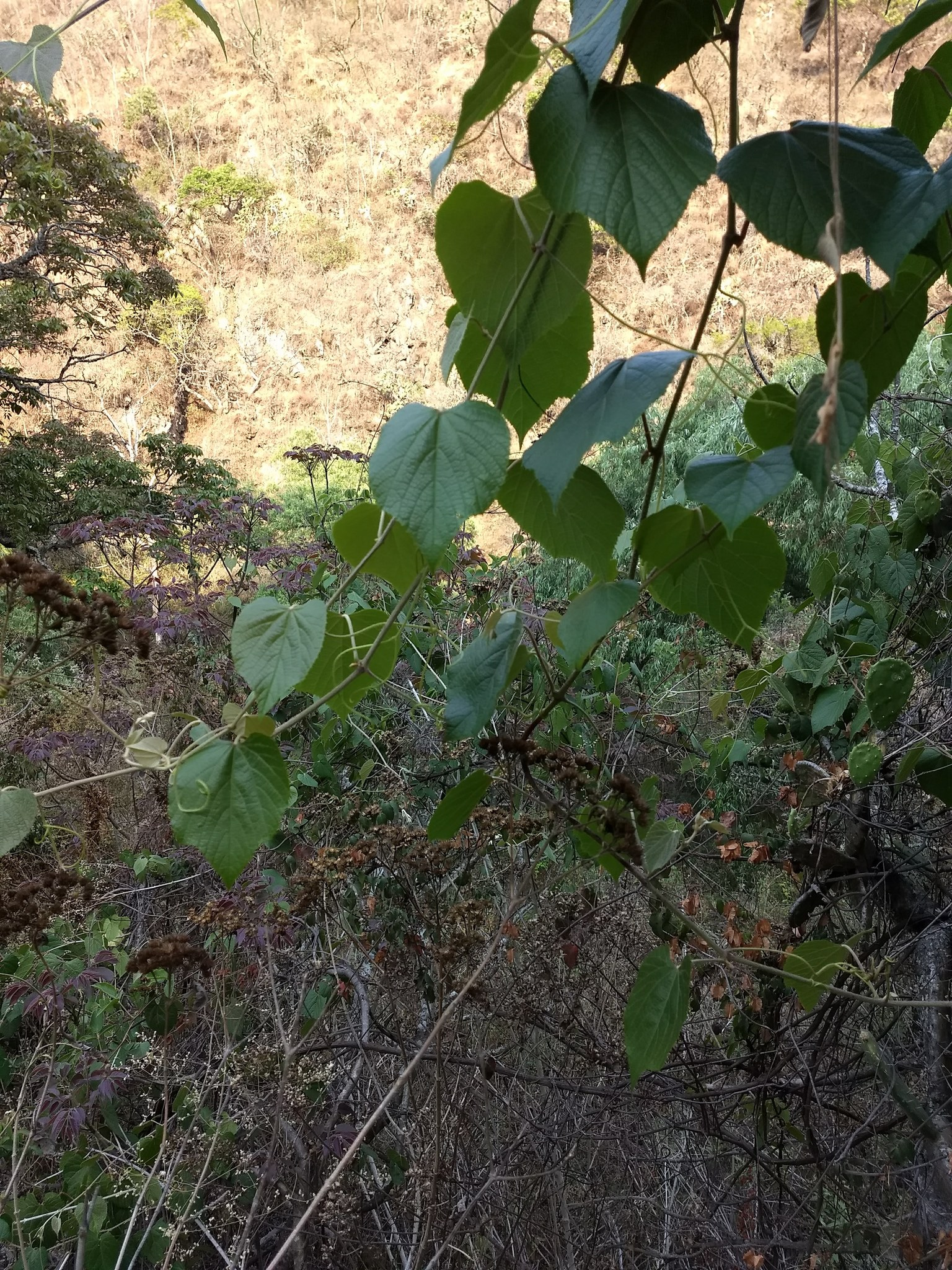
Vitis tiliifolia
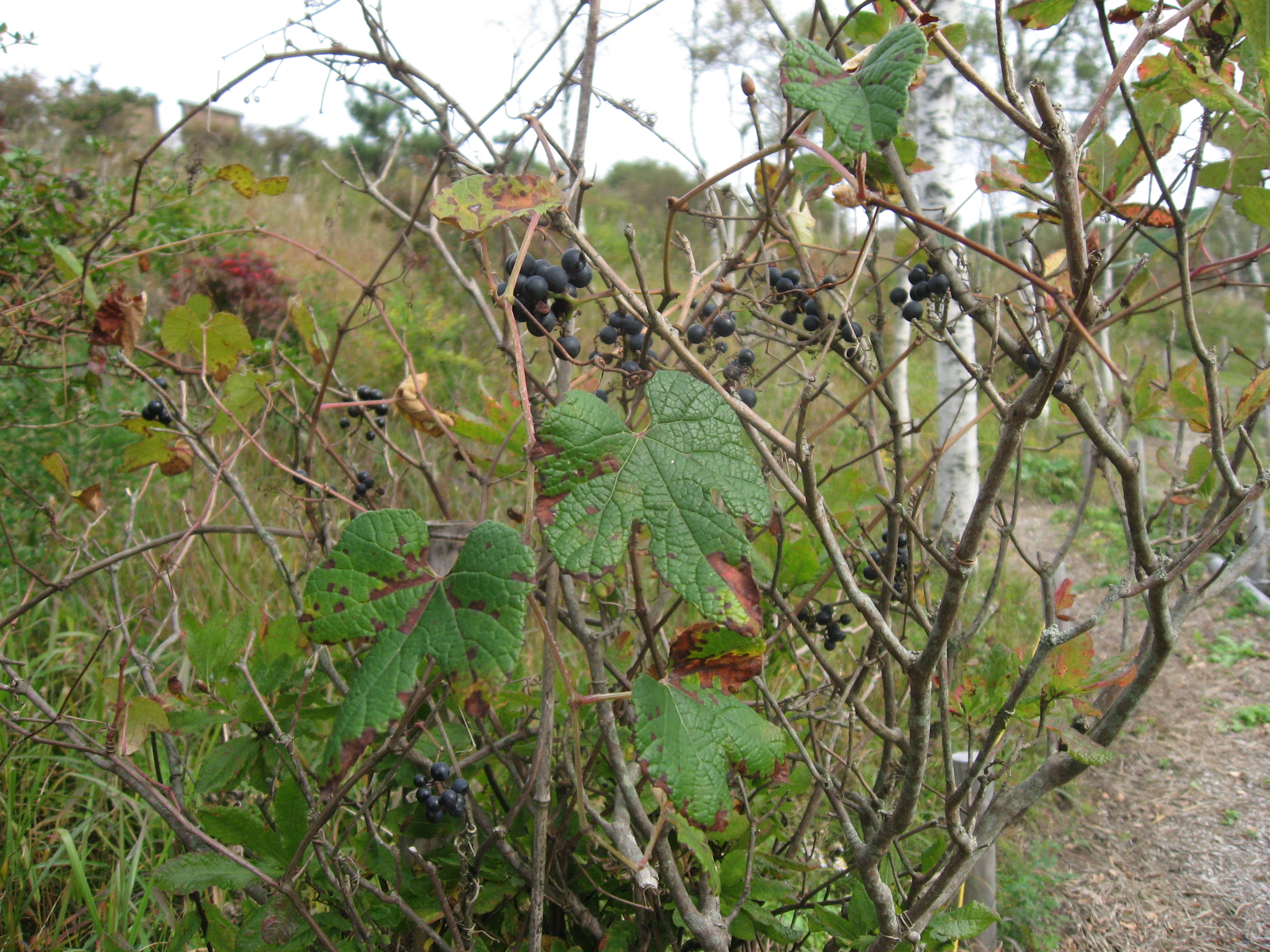
Vitis thunbergii
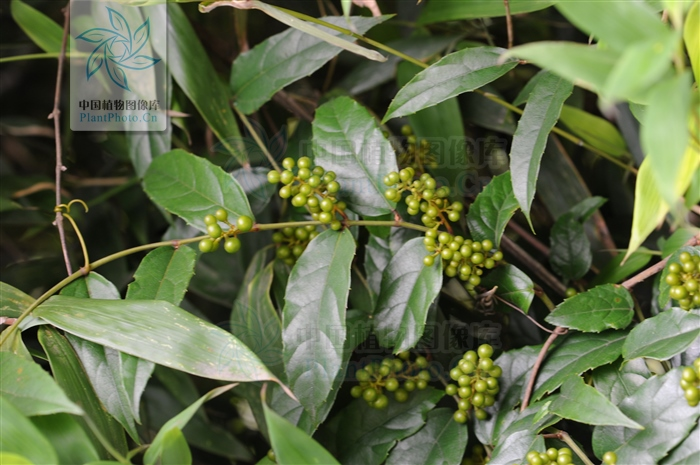
Vitis tsoi
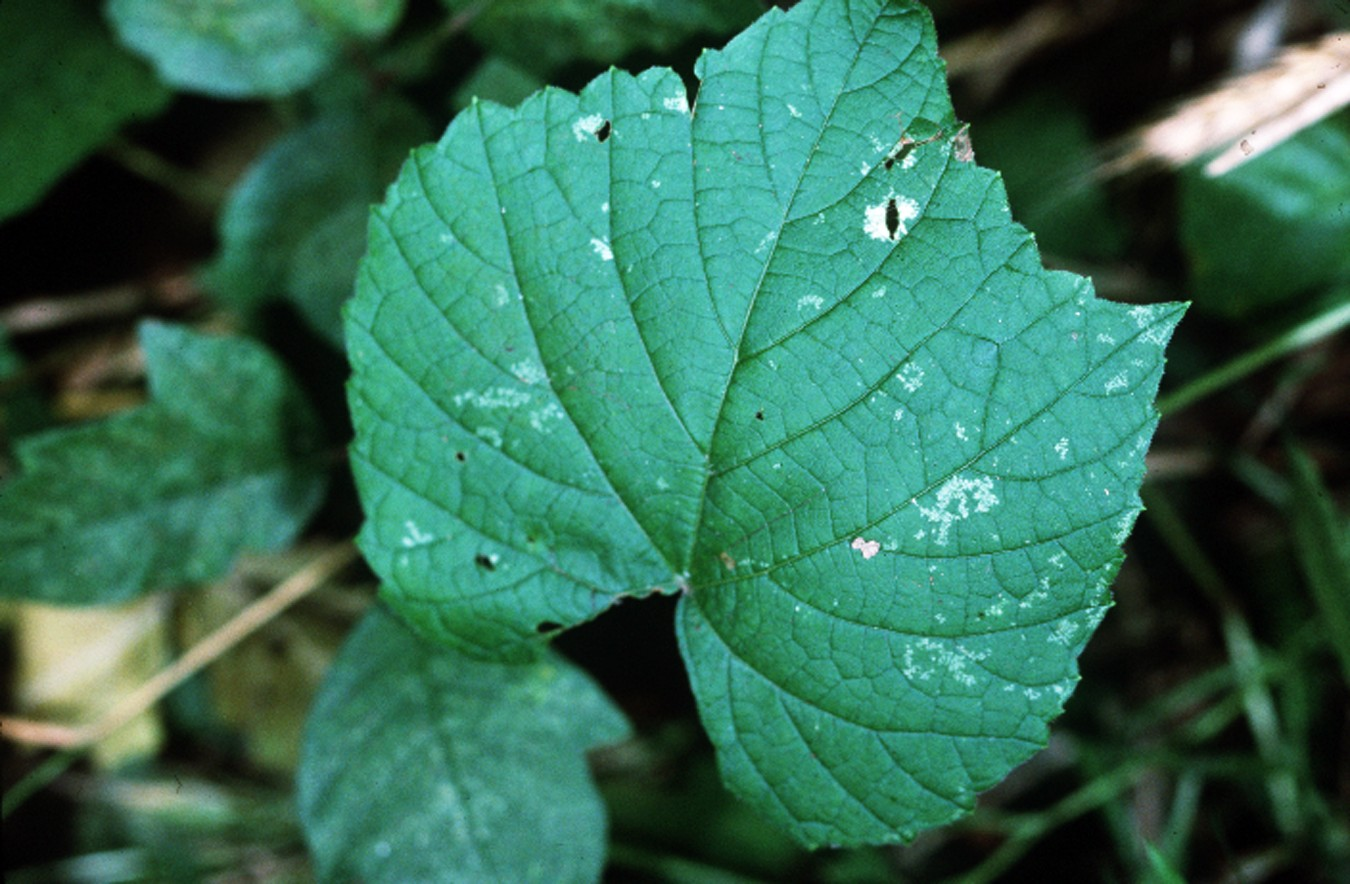
Vitis vulpina
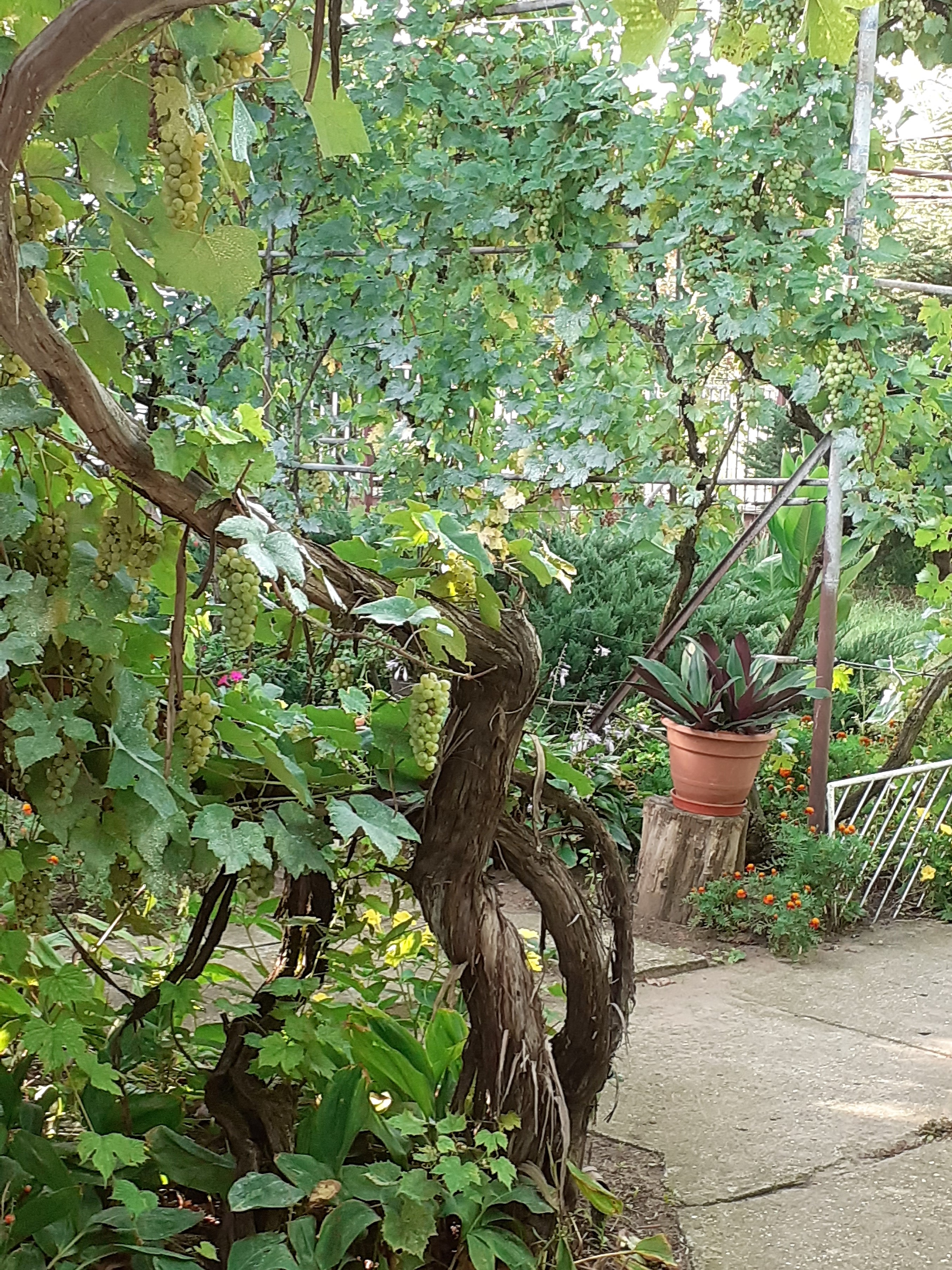
Vitis vinifera
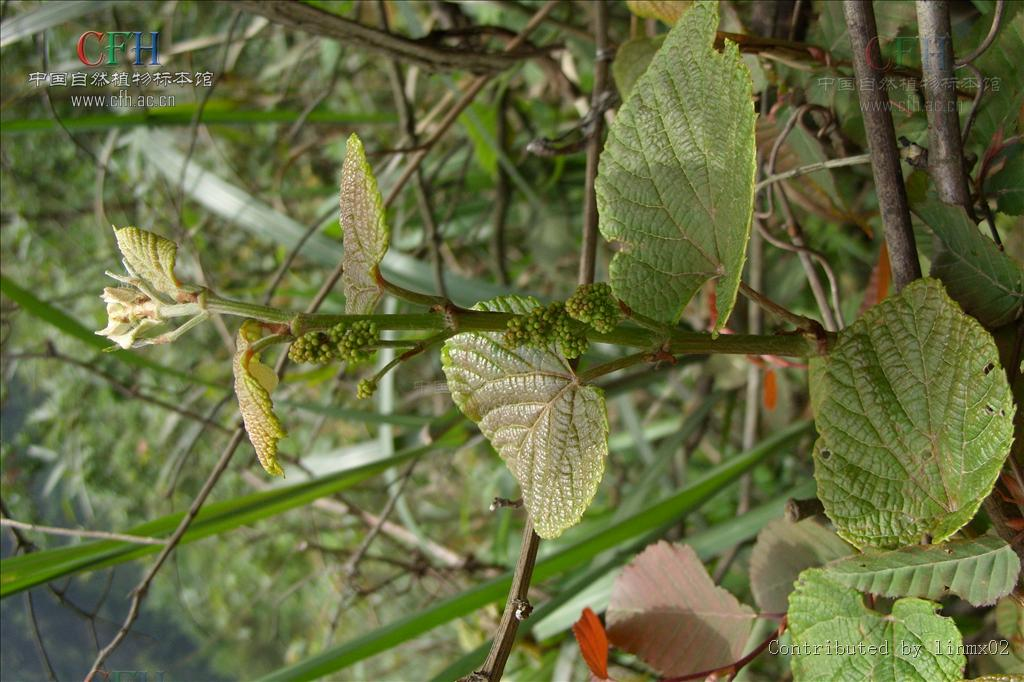
Vitis wilsoniae